# Anthelinae
Anthelinae Turner, 1904 è una sottofamiglia di lepidotteri, appartenente alla famiglia Anthelidae, diffusa esclusivamente in Oceania con 91 specie.

## Etimologia
Il nome del genere tipo di questa sottofamiglia, Anthela Walker, 1855, deriva dal termine greco ἀνϑήλη (anthele), a sua volta una modificazione di ἄνϑος (antos, fiore).

## Descrizione
Si tratta di falene eteroneure appartenenti ai Ditrysia, di dimensione da medio-piccola a molto grande (apertura alare compresa tra 22 e 162 mm), con abitudini tendenzialmente notturne o crepuscolari, e solitamente dotate di buona capacità di volo. Il corpo è robusto e in particolare il torace e l'addome appaiono di solito rivestiti da una fitta peluria.

### Adulto

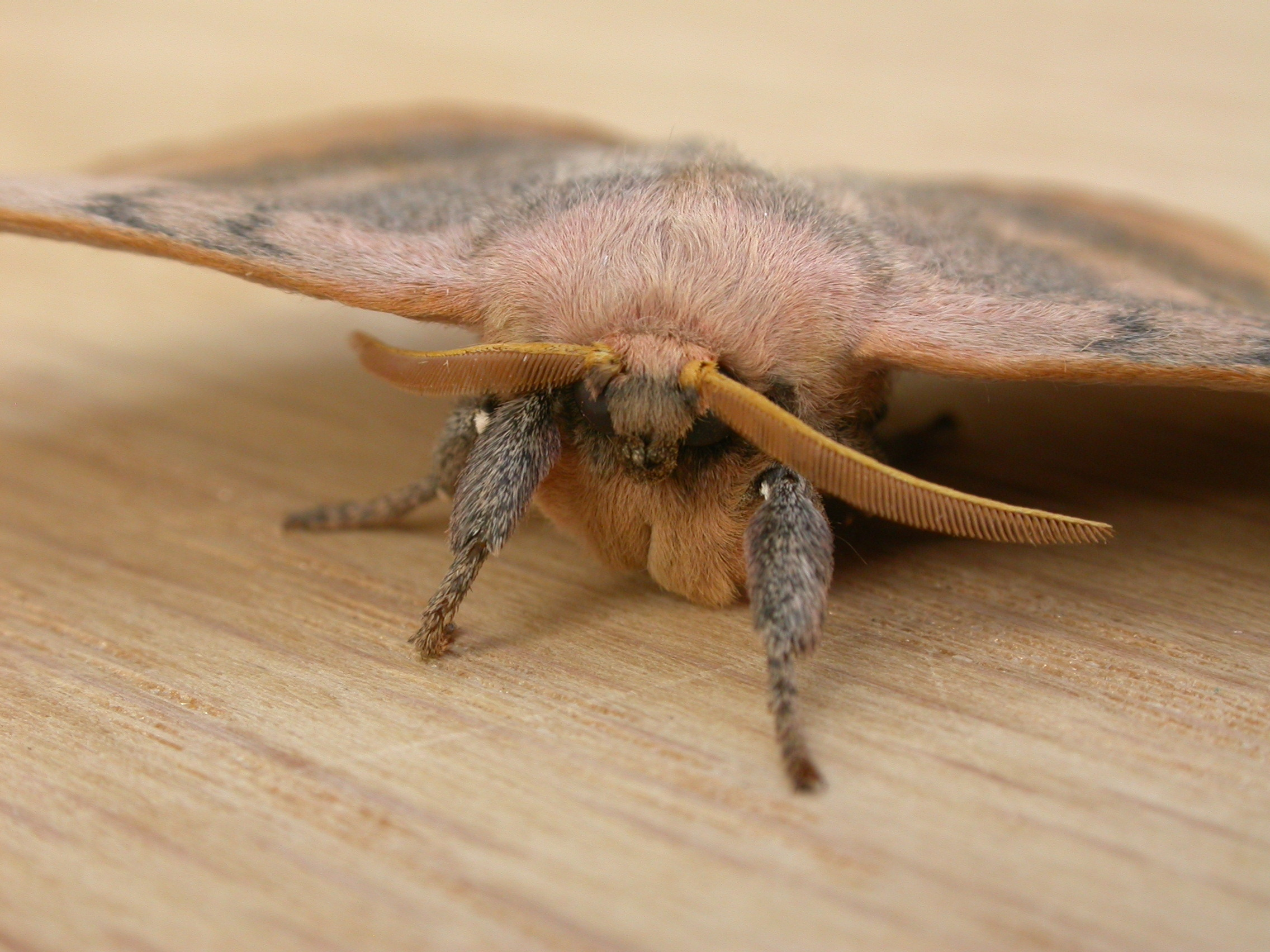
Antenne bipettinate in Anthela varia

#### Capo
Il capo appare rivestito di scaglie piliformi.
L'occhio composto può rivelare in rari casi la presenza di setole interommatidiali, come ad esempio in Chelepteryx. Non sono presenti ocelli funzionali.
Le antenne dei maschi sono bipettinate fino all'apice, ma talvolta anche tripettinate, nel caso in cui l'asse centrale dell'antennomero, che di norma è rivestito di fitte scaglie, presenti un'ulteriore dentellatura ventrale più o meno pronunciata; nelle femmine, al contrario, la struttura delle antenne può essere affine a quella dei maschi, oppure, a seconda dei casi, anche unipettinata o dentellata, o addirittura pressoché filiforme.

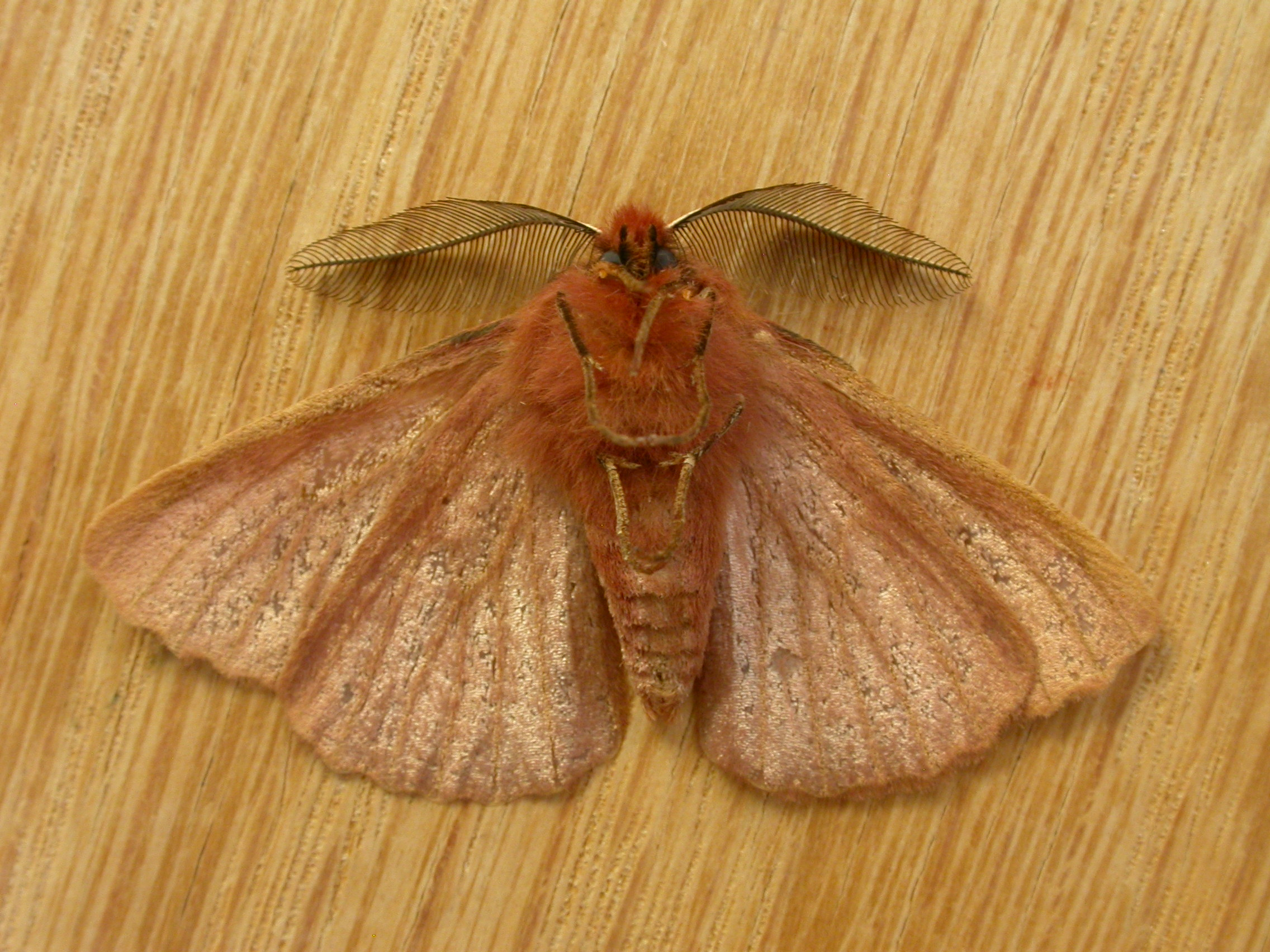
Pterolocera leucocera

Le appendici boccali sono ridotte oppure del tutto assenti. Le setole dei lobi piliferi sono mancanti o fortemente ridotte. I palpi mascellari sono vestigiali, mentre quelli labiali possono essere da ridotti a molto sviluppati, e diritti o ascendenti (di solito più lunghi nei maschi); il primo articolo non rivela la presenza di un organo con struttura simile a quella dei chaetosemata. La spirotromba è sempre ridotta o del tutto assente.

#### Torace
Il processo ventrale della tegula può talora terminare con una punta alquanto acuminata. Non sono presenti organi timpanici toracici. Nelle femmine di alcune specie di Pterolocera è presente il fenomeno del micropterismo.

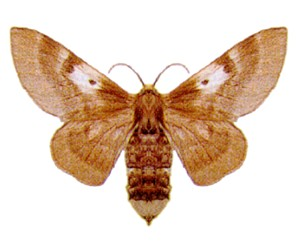
Nataxa flavescens

Nell'ala anteriore, di solito si può notare la presenza di un'areola allungata, dal cui apice dipartono le sezioni distali di Rs1, Rs2, Rs3 ed Rs4; nella parte distale dell'areola, sono spesso presenti due nervature trasversali: una prima tra Rs1 ed Rs2, oltre a una seconda, di solito incompleta o sostituita da una plica, tra R ed Rs1. M2 corre di regola più ravvicinata a M3 che a M1. CuA1 e CuA2 sono chiaramente separate e distinguibili, mentre manca CuP. 1A+2A mostra una netta biforcazione nella regione basale.
Nell'ala posteriore, provvista di una venulazione decisamente più ridotta, la subcosta è connessa al margine superiore della cellula discale tramite una nervatura trasversale, solitamente molto sottile o comunque di lunghezza ridotta. Rs ed M1 sono spesso unite per un breve tratto, e come nell'ala anteriore, M2 parte in posizione più ravvicinata a M3 che a M1. Manca CuP, mentre 3A è presente e ben definita.
L'accoppiamento alare è del tipo "frenato" nei maschi e amplessiforme nelle femmine, col mantenimento della sola parte basale del frenulum. La spinarea è assente e di solito l'apice è arrotondato o lievemente appuntito, ma solo in poche specie appare falcato, come nel caso di alcune Anthela.

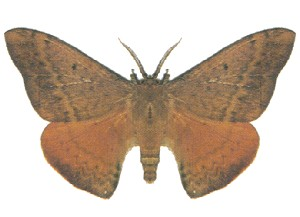
Chenuala heliaspis

Nelle zampe, l'epifisi è sempre presente nei maschi, ma di solito è fortemente ridotta o assente nelle femmine, mentre gli speroni tibiali, solitamente non molto lunghi, possono avere formula 0-2-2, oppure 0-2-3 o anche 0-2-4, come in Chelepteryx; le tibie, così come i tarsomeri, possono rivelare la presenza di diverse spinule. Arolio e pulvilli sono sempre presenti, questi ultimi provvisti di un lobo dorsale o di processi setiformi alquanto sviluppati. Le unghie hanno struttura semplice, priva di dentellatura ventrale.

#### Addome
L'addome è alquanto tozzo in entrambi i sessi e, come il torace, risulta privo di organi timpanici; è rivestito da fitte scaglie piliformi.

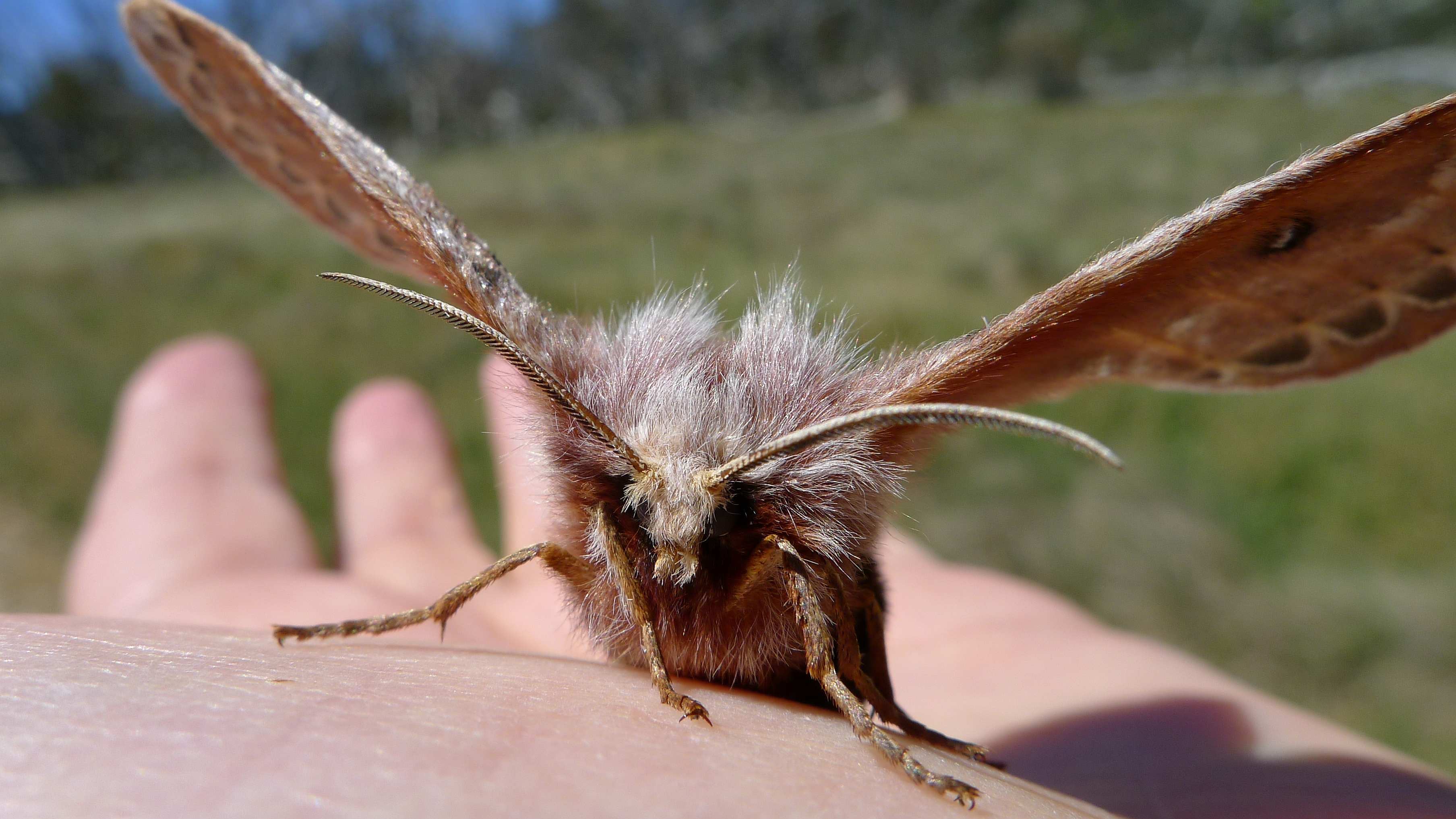
Anthela oressarcha

Ai lati del primo tergite si osservano due ispessimenti che, nel maschio, proseguono postero-lateralmente fino a terminare con due processi conici, situati caudalmente rispetto al primo paio di spiracoli. Il secondo sternite non presenta strutture di connessione con i tergiti, ma è provvisto di brevi apodemi anteriori, benché di solito non siano ravvisabili venulae ben sviluppate. Nei maschi, inoltre, lo sternite del segmento VIII è spesso appiattito, ma talvolta appare ridotto e poco sclerificato.
Nell'apparato riproduttore maschile, tegumen e vinculum sono sclerificati assieme; le valvae sono alquanto sviluppate; lo gnathos può essere presente, come in Chelepteryx, oppure vestigiale o del tutto assente, così come i socii; l'uncus può avere una forma semplice oppure tronca, o ancora divisa in due lobi; l'edeago è cilindrico e di solito provvisto anteriormente di un coecum penis e di un cornutus.

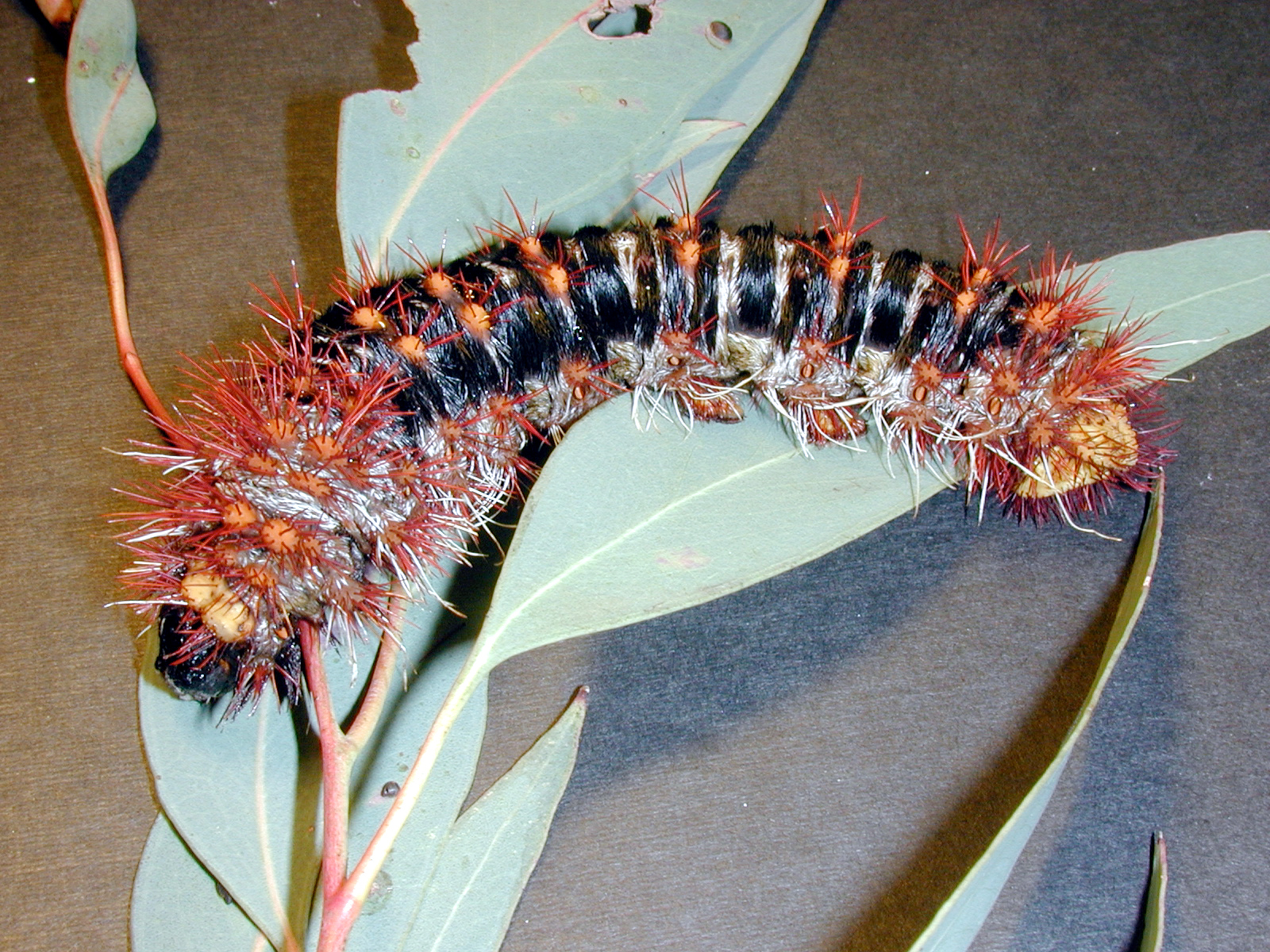
Larva di Chelepteryx collesi

Nel genitale femminile, la bursa copulatrix non è mai molto grande, e sul corpus bursae è talvolta presente un signum ricurvo; l'ostium bursae è posizionato nella parte anteriore o centrale della superficie ventrale dell'VIII somite; le gonapofisi non sono di norma allungate; le papille anali possono essere molto sviluppate.

### Uovo
L'uovo è del tipo appiattito, con una forma grosso modo ovoidale; una delle due estremità, lievemente più scura e allargata dell'altra, regge il micropilo. Il chorion appare liscio, in alcuni casi traslucido oppure punteggiato di piccoli segni più scuri.
Le uova vengono deposte singolarmente o in piccoli gruppi, talvolta con una geometria molto caratteristica.

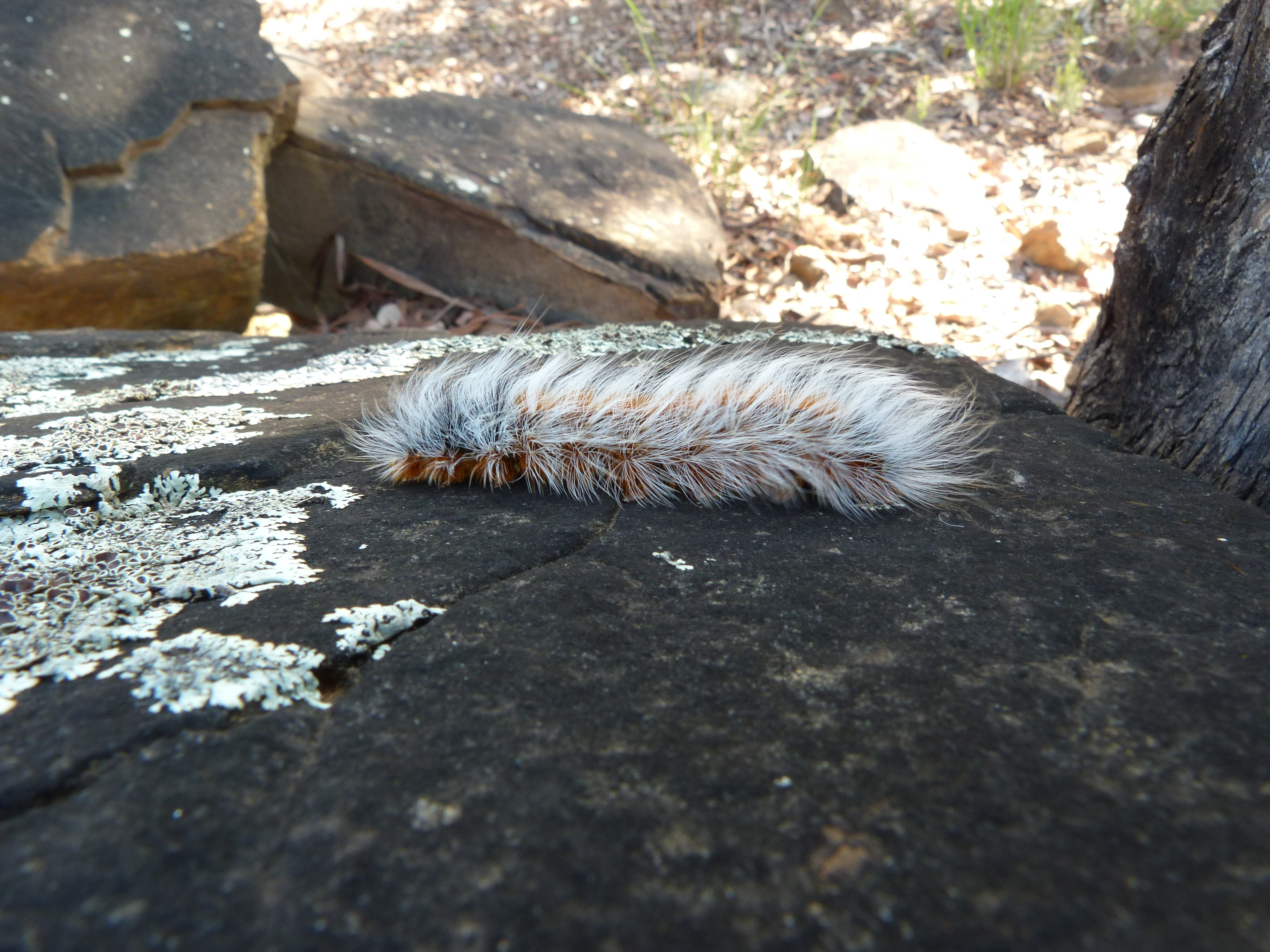
Larva di Anthela varia

### Larva
Le larve presentano parecchie setole secondarie, che possono essere a forma di spine oppure piumose, oltre a verruche ben definite.

#### Capo
Il capo è di solito non molto grande rispetto al resto del corpo, soprattutto negli ultimi stadi di sviluppo, con un apparato boccale di tipo ipognato. Sono presenti sei stemmata per lato, di solito disposti su un arco più o meno regolare.
La sclerificazione è alquanto marcata, e spesso si osserva una pigmentazione più o meno accentuata, con una zona mediofrontale più chiara.

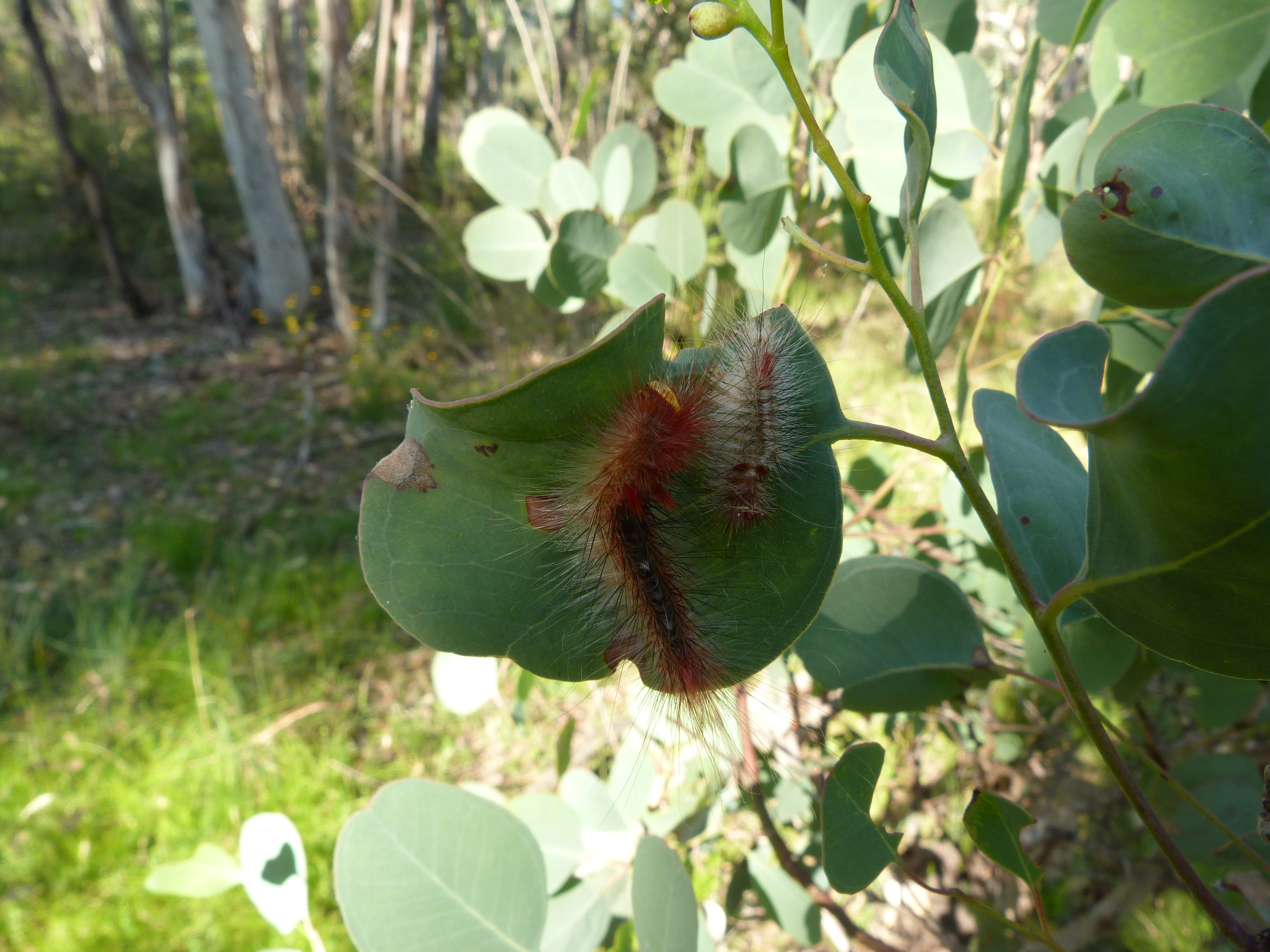
Larva di Chenuala heliaspis, accanto all'exuvia

#### Torace
Nel torace, i segmenti hanno tutti dimensioni alquanto simili, e sono rivestiti di una fitta peluria, spesso urticante. Le zampe protoraciche sono più sviluppate delle altre.

#### Addome
Nell'addome si osserva una coppia di verruche dorsali in A1, due coppie (D1 e D2) sui segmenti A2-A7, e una sola verruca in posizione mediodorsale in A8.
La larva matura presenta cinque coppie di pseudozampe, robuste ma non molto allungate, sui segmenti III-VI e X; l'ultimo paio di pseudopodi, quello anale, appare spesso più sviluppato dei precedenti. Nelle pseudozampe, gli uncini sono di regola robusti e disposti su linee ellittiche incomplete, costituite da due o più ordini.

### Pupa
La pupa è obtecta, decisamente tozza e provvista di un capo arrotondato. I palpi mascellari sono assenti e la spirotromba è rappresentata da un paio di piccoli lobi. Le antenne sono corte (circa i due terzi della lunghezza dell'ala) e solo una piccola porzione dei palpi labiali è esposta. Il cremaster è assente, ma si osservano poche setole uncinate all'estremità anale.
Il bozzolo è opaco, e spesso incorpora parte delle setole della larva; in alcune specie può essere rinvenuto sotto terra.

## Biologia

### Ciclo biologico

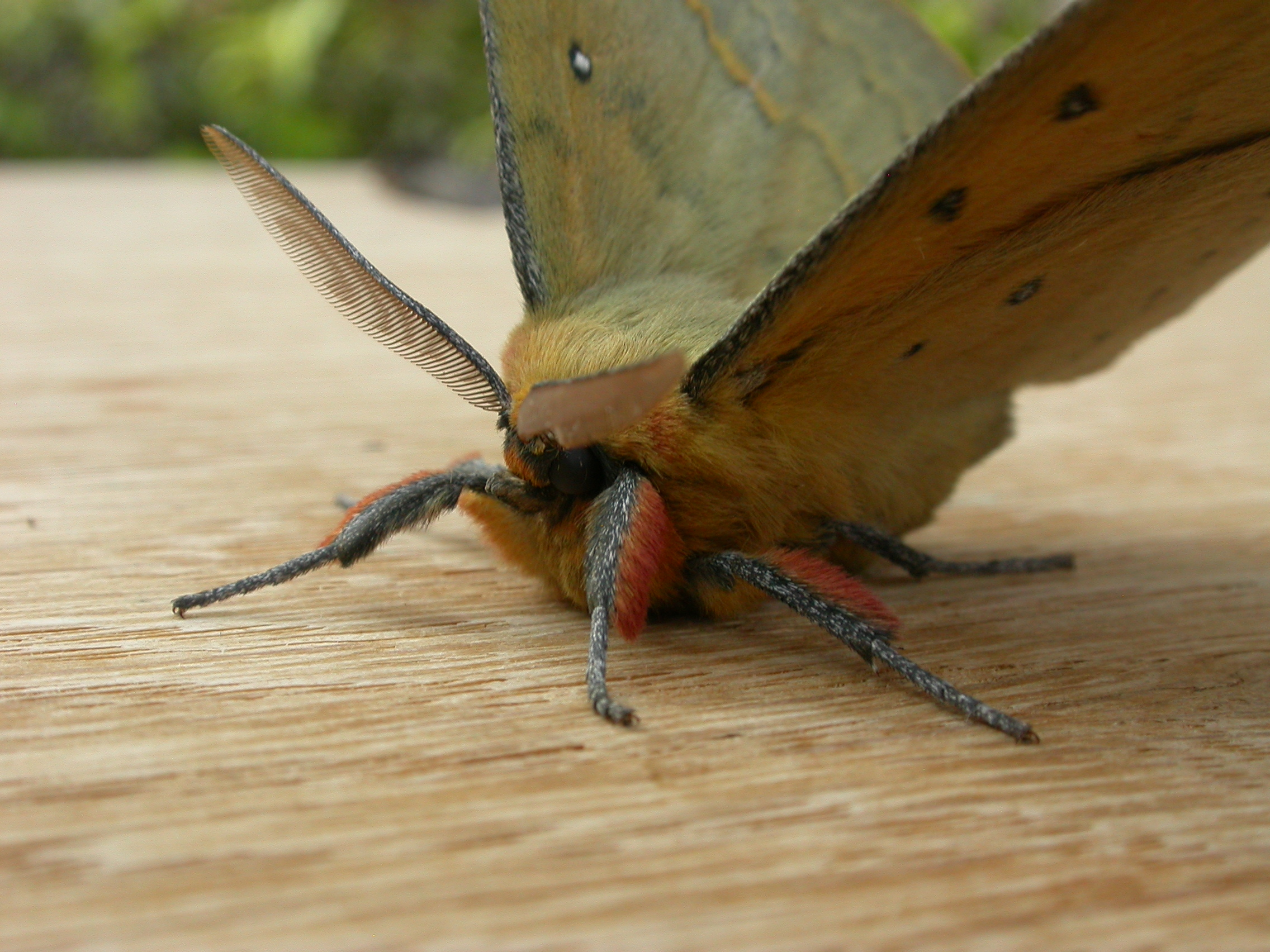
Anthela nicothoe

Gli adulti sono prevalentemente notturni, con un'attrazione per la luce più accentuata nei maschi; va tuttavia segnalato che i maschi di Anthela connexa sono al contrario attivi durante il giorno, tanto da essere talvolta confusi con delle Satyrinae.
Lo stadio adulto è incapace di alimentarsi, a differenza di quanto si osserva nelle Munychryiinae.
È probabile che l'accoppiamento avvenga subito dopo l'emersione delle femmine dai bozzoli, considerato che quelle attratte dalle fonti luminose, tendono a deporre immediatamente uova già fecondate.
Tranne poche eccezioni, anche le larve sono principalmente attive nelle ore di buio, e in nessuna specie si registra il fenomeno del gregarismo.
L'impupamento può aver luogo in un bozzolo fissato alla pianta nutrice, oppure nella lettiera superficiale del sottobosco. In Pterolocera il bozzolo viene prodotto tra gli strati superficiali del terreno.
Il bozzolo ha una struttura a doppio strato, essenzialmente costituito da fibre sericee estruse dalla larva e intessute grazie alla filiera; esso può anche contenere setole secondarie oppure spinule irritanti di protezione, incorporate dalla larva durante le fasi di tessitura.

### Periodo di volo
Le specie appartenenti a questo taxon hanno di regola un ciclo univoltino, con il periodo di volo solitamente compreso tra aprile e giugno.

### Alimentazione
Queste larve non sono minatrici fogliari, ma al contrario si alimentano aggrappate alle parti vegetali (principalmente le foglie).
Tra le molte piante nutrici riportate in letteratura, possiamo citare:
- Arecaceae Bercht. & J. Presl, 1820
  - Phoenix L., 1753
    - Phoenix roebelenii O'Brien, 1889
- Asteraceae Bercht. & J. Presl, 1820
  - Olearia Moench, 1802
    - Olearia argophylla (Labill.) F.Muell. ex Benth., 1867
- Combretaceae R. Br., 1810
  - Terminalia L., 1767
    - Terminalia ferdinandiana Exell, 1935
- Doryantaceae R. Dahlgren & Clifford, 1985
  - Doryanthes Corrêa, 1802
    - Doryanthes excelsa Corrêa, 1802
- Fabaceae Lindl., 1836
  - Acacia Mill., 1754
    - Acacia baileyana F.Muell., 1888
    - Acacia binervata DC., 1825
    - Acacia dealbata Link, 1822 (mimosa)
    - Acacia decurrens Willd., 1806
    - Acacia falcata Willd., 1806
    - Acacia floribunda (Vent.) Willd., 1806
    - Acacia harpophylla Benth., 1864
    - Acacia leiophylla Benth., 1842
    - Acacia mearnsii De Wild., 1925
    - Acacia melanoxylon R.Br., 1813 (acacia nera)
    - Acacia pycnantha Benth., 1842

  - Trifolium L., 1753
- Juglandaceae DC. ex Perleb, 1818
  - Carya Nutt., 1818
- Myrtaceae Juss., 1789
  - Angophora Cav., 1797
  - Corymbia K.D. Hill & L.A.S. Johnson, 1995
    - Corymbia torelliana (F.Muell.) K.D.Hill & L.A.S.Johnson, 1995

  - Eucalyptus L'Hér., 1789 (eucalipti)
    - Eucalyptus pauciflora Sieber ex Spreng., 1827
    - Eucalyptus polyanthemos Schauer, 1843

  - Lophostemon Schott, 1830
    - Lophostemon confertus (R.Br.) Peter G.Wilson & J.T.Waterh., 1982

  - Melaleuca L., 1767
    - Melaleuca quinquenervia (Cav.) S.T.Blake, 1958 (niaouli)
- Pinaceae Spreng. ex Rudolphi, 1830
  - Pinus L., 1753 (pini)
    - Pinus engelmannii Carrière, 1854
    - Pinus patula Schiede ex Schltdl. & Cham., 1831
    - Pinus radiata D.Don, 1837 (pino di Monterey)
- Poaceae Barnhart, 1895
  - Bromus L., 1753
    - Bromus arenarius Labill., 1805

  - Ehrharta Thunb., 1779
    - Ehrharta erecta Lam., 1786

  - Nassella (Trin.) E. Desv., 1854
    - Nassella neesiana (Trin. & Rupr.) Barkworth, 1990

  - Saccharum L., 1753
    - Saccharum officinarum L., 1753 (canna da zucchero)

  - Triticum L., 1753
    - Triticum aestivum L., 1753 (frumento)
- Proteaceae Juss., 1789
  - Macadamia F. Muell., 1857
    - Macadamia integrifolia Maiden & Betche, 1896
    - Macadamia tetraphylla L.A.S.Johnson, 1954
- Salicaceae Mirb., 1815
  - Salix L., 1753
- Santalaceae R. Br., 1810
  - Choretrum R. Br., 1810
    - Choretrum candollei F.Muell. ex Benth., 1873

  - Exocarpos Labill., 1800
    - Exocarpos cupressiformis Labill., 1800

### Parassitoidismo
Sono noti casi di parassitoidismo ai danni delle larve delle Anthelinae, da parte di diverse specie di imenotteri appartenenti alle superfamiglie Chalcidoidea e Ichneumonoidea; tra queste citiamo:
- Chalcidoidea Latreille, 1817
  - Pteromalidae Dalman, 1820
    - Acroclisissa Girault, 1933
- Ichneumonoidea Latreille, 1802
  - Ichneumonidae Latreille, 1802
    - Echthromorpha intricatoria (Fabricius, 1804)
    - Lissopimpla excelsa (Costa, 1864)
    - Theronia maculosa Krieger, 1906

## Distribuzione e habitat

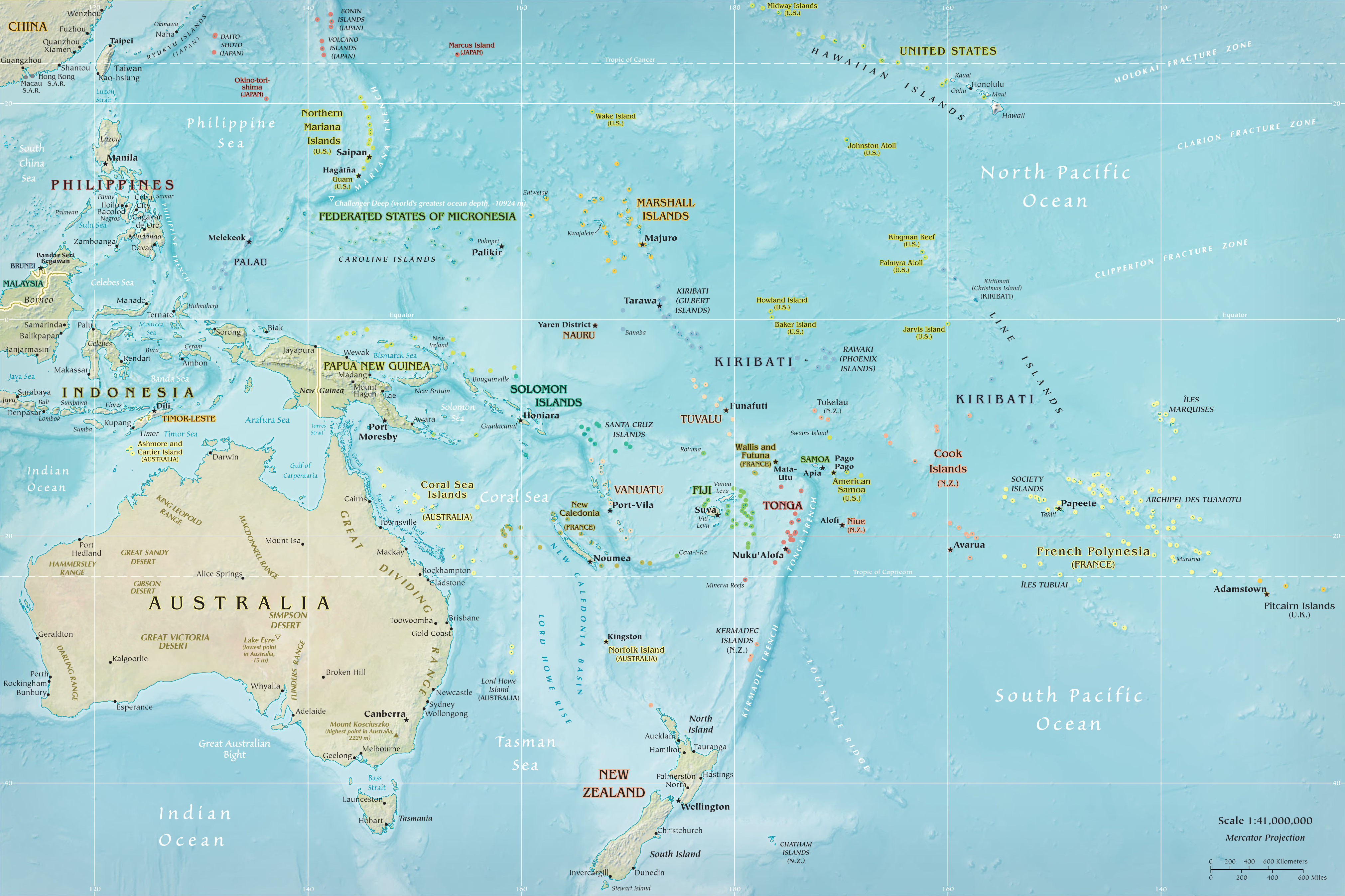
L'Oceania

Le Anthelinae sono presenti essenzialmente in Oceania: la maggior parte delle specie occupa un areale compreso nei confini dell'Australia continentale, e poche specie sono state rinvenute in Tasmania e in Nuova Guinea; fa eccezione la sola Anthela brunneilinea, che è stata descritta per le isole Kai (Molucche orientali, Indonesia), comunque a poca distanza dalle coste della Nuova Guinea.

## Tassonomia
Anthelinae Turner, 1904 - Trans. Ent. Soc. Lond. 1904: 470 (chiave); 478 - genere tipo: Anthela Walker, 1855 - List Spec. lepid. Insects Colln Br. Mus. (4): 778 (chiave); 853.

### Generi
Il taxon è presente solo in Oceania (tranne una specie nelle isole Kai) e comprende 7 generi, per un totale di 91 specie:
- Anthela Walker, 1855 - List Spec. lepid. Insects Colln Br. Mus. (4): 778 (chiave); 853[6] - 75 specie; Australia, Nuova Guinea e isole Kai (Indonesia)
  - = Arnissa Walker, 1869 - Charact. undescript. Lep. Het.: 76[21]
  - = Baeodromus Herrich-Schäffer, 1858 - Samml. aussereurop. Schmett. 1: 70 (nomen nudum)[22]
  - = Collusa [sic] Bethune-Baker, 1904 - Novit. Zool. 11 (2): 429; tav. 6, fig. 42[23]
  - = Colussa Walker, 1860 - List Spec. Lepid. Insects Colln Br. Mus. (21): 278 (chiave); 288[24]
  - = Cycethra Bethune-Baker, 1904 - Novit. Zool. 11 (2): 393[23]
  - = Darala Walker, 1855 - List Spec. Lepid. Insects Colln Br. Mus. (4): 778 (chiave); 886[6]
  - = Eulophocampe Scott, 1893 - Australian Lepidoptera and their transformations 2: 28 (nomen nudum)[25]
  - = Laranda Herrich-Schäffer, 1858 - Samml. aussereurop. Schmett. 1: 70 (nomen nudum)[22]
  - = Neumania [sic] Swinhoe, 1922 - Ann. Mag. nat. Hist. (9) 10 (58): 453[26]
  - = Newmania Swinhoe, 1892 - Cat. Het. Mus. Oxford (1): 199[27]
  - = Ommalophora [sic] Dalla Torre, 1927 - Ent. Nachrrichtenbl. Troppau 1 (2): 9[28]
  - = Ommatophora [sic] Swinhoe, 1922 - Ann. Mag. Nat. Hist. (9) 10 (58): 454[26]
  - = Ommatoptera Herrich-Schäffer, 1855 - Samml. aussereurop. Schmett. 1: 18[22]
  - = Pseudodreata Bethune-Baker, 1904 (nomen novum) - Novit. zool. 11: 371[23]
- Chelepteryx Gray, 1835 - Trans. R. ent. Soc. Lond. 1(2): 121[29] - 2 specie; Australia
  - = Chalepterix (sic) G. Koch, 1872 - Ausland 45 (30): 705 (nomen nudum)[30]
  - = Chalepteryx (sic) Walker, 1855 - List Spec. lepid. Insects Colln Br. Mus. (4):913[6]
  - = Festra Wallengren, 1858 - Öfvers. K. Vetensk.-Akad. Förh. 15: 210[31]
  - = Megethna Walker, 1855 - List Spec. lepid. Insects Colln Br. Mus. (4): 779 (chiave), 913[6]
- Chenuala Swinhoe, 1892 - Cat. east. and Aust. Lepid. Heterocera Colln Oxf. (1): 212[27] - 1 specie; Australia
  - = Chenaula [sic] Common, 1970 - Insects of Australia: 850; 854[32]
- Corticomis Van Eecke, 1924 - Nova Guinea 15(Zool.) (1): 46[33] - 2 specie; Nuova Guinea
- Nataxa Walker, 1855 - List Spec. lepid. Insects Colln Br. Mus. (5): 1159 (chiave); 1179[6] - 2 specie; Australia
  - = Aproscepta Turner, 1944 - Trans. R. Soc. S. Austr. 68 (1): 17[34]
  - = Dicreagra Felder, 1874 - Reise öst. Fregatte Novara (zool.) pt. 9, 2 (2): tav. 100, fig. 2[35]
- Omphaliodes Felder, 1874 - Reise öst. Fregatte Novara (Zool.) pt. 9, 2 (2): tav. 99, fig. 14[35] - 1 specie; Australia 
  - = Aprosita Turner, 1914 - Trans. R. Soc. S. Aust. 38: 457[36]
- Pterolocera Walker, 1855 - List Spec. lepid. Insects Colln Br. Mus. (4): 778 (chiave); 883[6] - 8 specie; Australia

### Sinonimi
Non sono stati riportati sinonimi.

## Filogenesi
L'analisi genetica svolta da Heikkila et al. (2015) ha portato alla luce alcune relazioni tra le famiglie di Bombycoidea, così da giungere a un cladogramma da cui è stato ricavato quello riportato qui sotto:
| . | \| . \| Apatelodidae \| \| \| Apatelodidae \| \| . \| Eupterotidae \| \| \| Eupterotidae \| |
|   | \| . \| Apatelodidae \| \| \| Apatelodidae \| \| . \| Eupterotidae \| \| \| Eupterotidae \| |
| . | Brahmaeidae (Dactyloceras, Lemonia e Sabalia)                                               |
|   | Brahmaeidae (Dactyloceras, Lemonia e Sabalia)                                               |
| . | Apatelodidae                                                                                |
|   | Apatelodidae                                                                                |
| . | Eupterotidae                                                                                |
|   | Eupterotidae                                                                                |

| . | Apatelodidae |
|   | Apatelodidae |
| . | Eupterotidae |
|   | Eupterotidae |

| .          | Phiditiidae                                                                               |
|            | Phiditiidae                                                                               |
| Anthelidae | \| . \| Munychryiinae \| \| \| Munychryiinae \| \| . \| Anthelinae \| \| \| Anthelinae \| |
|            | \| . \| Munychryiinae \| \| \| Munychryiinae \| \| . \| Anthelinae \| \| \| Anthelinae \| |
| .          | Munychryiinae                                                                             |
|            | Munychryiinae                                                                             |
| .          | Anthelinae                                                                                |
|            | Anthelinae                                                                                |

| . | Munychryiinae |
|   | Munychryiinae |
| . | Anthelinae    |
|   | Anthelinae    |

| .          | Phiditiidae                                                                               |
|            | Phiditiidae                                                                               |
| Anthelidae | \| . \| Munychryiinae \| \| \| Munychryiinae \| \| . \| Anthelinae \| \| \| Anthelinae \| |
|            | \| . \| Munychryiinae \| \| \| Munychryiinae \| \| . \| Anthelinae \| \| \| Anthelinae \| |
| .          | Munychryiinae                                                                             |
|            | Munychryiinae                                                                             |
| .          | Anthelinae                                                                                |
|            | Anthelinae                                                                                |

| . | Munychryiinae |
|   | Munychryiinae |
| . | Anthelinae    |
|   | Anthelinae    |

| .          | Phiditiidae                                                                               |
|            | Phiditiidae                                                                               |
| Anthelidae | \| . \| Munychryiinae \| \| \| Munychryiinae \| \| . \| Anthelinae \| \| \| Anthelinae \| |
|            | \| . \| Munychryiinae \| \| \| Munychryiinae \| \| . \| Anthelinae \| \| \| Anthelinae \| |
| .          | Munychryiinae                                                                             |
|            | Munychryiinae                                                                             |
| .          | Anthelinae                                                                                |
|            | Anthelinae                                                                                |

| . | Munychryiinae |
|   | Munychryiinae |
| . | Anthelinae    |
|   | Anthelinae    |

| .          | Phiditiidae                                                                               |
|            | Phiditiidae                                                                               |
| Anthelidae | \| . \| Munychryiinae \| \| \| Munychryiinae \| \| . \| Anthelinae \| \| \| Anthelinae \| |
|            | \| . \| Munychryiinae \| \| \| Munychryiinae \| \| . \| Anthelinae \| \| \| Anthelinae \| |
| .          | Munychryiinae                                                                             |
|            | Munychryiinae                                                                             |
| .          | Anthelinae                                                                                |
|            | Anthelinae                                                                                |

| . | Munychryiinae |
|   | Munychryiinae |
| . | Anthelinae    |
|   | Anthelinae    |

| .          | Phiditiidae                                                                               |
|            | Phiditiidae                                                                               |
| Anthelidae | \| . \| Munychryiinae \| \| \| Munychryiinae \| \| . \| Anthelinae \| \| \| Anthelinae \| |
|            | \| . \| Munychryiinae \| \| \| Munychryiinae \| \| . \| Anthelinae \| \| \| Anthelinae \| |
| .          | Munychryiinae                                                                             |
|            | Munychryiinae                                                                             |
| .          | Anthelinae                                                                                |
|            | Anthelinae                                                                                |

| . | Munychryiinae |
|   | Munychryiinae |
| . | Anthelinae    |
|   | Anthelinae    |

| .          | Phiditiidae                                                                               |
|            | Phiditiidae                                                                               |
| Anthelidae | \| . \| Munychryiinae \| \| \| Munychryiinae \| \| . \| Anthelinae \| \| \| Anthelinae \| |
|            | \| . \| Munychryiinae \| \| \| Munychryiinae \| \| . \| Anthelinae \| \| \| Anthelinae \| |
| .          | Munychryiinae                                                                             |
|            | Munychryiinae                                                                             |
| .          | Anthelinae                                                                                |
|            | Anthelinae                                                                                |

| . | Munychryiinae |
|   | Munychryiinae |
| . | Anthelinae    |
|   | Anthelinae    |

| .          | Phiditiidae                                                                               |
|            | Phiditiidae                                                                               |
| Anthelidae | \| . \| Munychryiinae \| \| \| Munychryiinae \| \| . \| Anthelinae \| \| \| Anthelinae \| |
|            | \| . \| Munychryiinae \| \| \| Munychryiinae \| \| . \| Anthelinae \| \| \| Anthelinae \| |
| .          | Munychryiinae                                                                             |
|            | Munychryiinae                                                                             |
| .          | Anthelinae                                                                                |
|            | Anthelinae                                                                                |

| . | Munychryiinae |
|   | Munychryiinae |
| . | Anthelinae    |
|   | Anthelinae    |

| .          | Phiditiidae                                                                               |
|            | Phiditiidae                                                                               |
| Anthelidae | \| . \| Munychryiinae \| \| \| Munychryiinae \| \| . \| Anthelinae \| \| \| Anthelinae \| |
|            | \| . \| Munychryiinae \| \| \| Munychryiinae \| \| . \| Anthelinae \| \| \| Anthelinae \| |
| .          | Munychryiinae                                                                             |
|            | Munychryiinae                                                                             |
| .          | Anthelinae                                                                                |
|            | Anthelinae                                                                                |

| . | Munychryiinae |
|   | Munychryiinae |
| . | Anthelinae    |
|   | Anthelinae    |

| . | \| . \| Brahmaeidae (Brahmaea) \| \| \| Brahmaeidae (Brahmaea) \| \| . \| Sphingidae \| \| \| Sphingidae \| |
|   | \| . \| Brahmaeidae (Brahmaea) \| \| \| Brahmaeidae (Brahmaea) \| \| . \| Sphingidae \| \| \| Sphingidae \| |
| . | Saturniidae                                                                                                 |
|   | Saturniidae                                                                                                 |
| . | Brahmaeidae (Brahmaea)                                                                                      |
|   | Brahmaeidae (Brahmaea)                                                                                      |
| . | Sphingidae                                                                                                  |
|   | Sphingidae                                                                                                  |

| . | Brahmaeidae (Brahmaea) |
|   | Brahmaeidae (Brahmaea) |
| . | Sphingidae             |
|   | Sphingidae             |

| .          | Phiditiidae                                                                               |
|            | Phiditiidae                                                                               |
| Anthelidae | \| . \| Munychryiinae \| \| \| Munychryiinae \| \| . \| Anthelinae \| \| \| Anthelinae \| |
|            | \| . \| Munychryiinae \| \| \| Munychryiinae \| \| . \| Anthelinae \| \| \| Anthelinae \| |
| .          | Munychryiinae                                                                             |
|            | Munychryiinae                                                                             |
| .          | Anthelinae                                                                                |
|            | Anthelinae                                                                                |

| . | Munychryiinae |
|   | Munychryiinae |
| . | Anthelinae    |
|   | Anthelinae    |

| .          | Phiditiidae                                                                               |
|            | Phiditiidae                                                                               |
| Anthelidae | \| . \| Munychryiinae \| \| \| Munychryiinae \| \| . \| Anthelinae \| \| \| Anthelinae \| |
|            | \| . \| Munychryiinae \| \| \| Munychryiinae \| \| . \| Anthelinae \| \| \| Anthelinae \| |
| .          | Munychryiinae                                                                             |
|            | Munychryiinae                                                                             |
| .          | Anthelinae                                                                                |
|            | Anthelinae                                                                                |

| . | Munychryiinae |
|   | Munychryiinae |
| . | Anthelinae    |
|   | Anthelinae    |

| .          | Phiditiidae                                                                               |
|            | Phiditiidae                                                                               |
| Anthelidae | \| . \| Munychryiinae \| \| \| Munychryiinae \| \| . \| Anthelinae \| \| \| Anthelinae \| |
|            | \| . \| Munychryiinae \| \| \| Munychryiinae \| \| . \| Anthelinae \| \| \| Anthelinae \| |
| .          | Munychryiinae                                                                             |
|            | Munychryiinae                                                                             |
| .          | Anthelinae                                                                                |
|            | Anthelinae                                                                                |

| . | Munychryiinae |
|   | Munychryiinae |
| . | Anthelinae    |
|   | Anthelinae    |

| .          | Phiditiidae                                                                               |
|            | Phiditiidae                                                                               |
| Anthelidae | \| . \| Munychryiinae \| \| \| Munychryiinae \| \| . \| Anthelinae \| \| \| Anthelinae \| |
|            | \| . \| Munychryiinae \| \| \| Munychryiinae \| \| . \| Anthelinae \| \| \| Anthelinae \| |
| .          | Munychryiinae                                                                             |
|            | Munychryiinae                                                                             |
| .          | Anthelinae                                                                                |
|            | Anthelinae                                                                                |

| . | Munychryiinae |
|   | Munychryiinae |
| . | Anthelinae    |
|   | Anthelinae    |

| .          | Phiditiidae                                                                               |
|            | Phiditiidae                                                                               |
| Anthelidae | \| . \| Munychryiinae \| \| \| Munychryiinae \| \| . \| Anthelinae \| \| \| Anthelinae \| |
|            | \| . \| Munychryiinae \| \| \| Munychryiinae \| \| . \| Anthelinae \| \| \| Anthelinae \| |
| .          | Munychryiinae                                                                             |
|            | Munychryiinae                                                                             |
| .          | Anthelinae                                                                                |
|            | Anthelinae                                                                                |

| . | Munychryiinae |
|   | Munychryiinae |
| . | Anthelinae    |
|   | Anthelinae    |

| .          | Phiditiidae                                                                               |
|            | Phiditiidae                                                                               |
| Anthelidae | \| . \| Munychryiinae \| \| \| Munychryiinae \| \| . \| Anthelinae \| \| \| Anthelinae \| |
|            | \| . \| Munychryiinae \| \| \| Munychryiinae \| \| . \| Anthelinae \| \| \| Anthelinae \| |
| .          | Munychryiinae                                                                             |
|            | Munychryiinae                                                                             |
| .          | Anthelinae                                                                                |
|            | Anthelinae                                                                                |

| . | Munychryiinae |
|   | Munychryiinae |
| . | Anthelinae    |
|   | Anthelinae    |

| .          | Phiditiidae                                                                               |
|            | Phiditiidae                                                                               |
| Anthelidae | \| . \| Munychryiinae \| \| \| Munychryiinae \| \| . \| Anthelinae \| \| \| Anthelinae \| |
|            | \| . \| Munychryiinae \| \| \| Munychryiinae \| \| . \| Anthelinae \| \| \| Anthelinae \| |
| .          | Munychryiinae                                                                             |
|            | Munychryiinae                                                                             |
| .          | Anthelinae                                                                                |
|            | Anthelinae                                                                                |

| . | Munychryiinae |
|   | Munychryiinae |
| . | Anthelinae    |
|   | Anthelinae    |

| .          | Phiditiidae                                                                               |
|            | Phiditiidae                                                                               |
| Anthelidae | \| . \| Munychryiinae \| \| \| Munychryiinae \| \| . \| Anthelinae \| \| \| Anthelinae \| |
|            | \| . \| Munychryiinae \| \| \| Munychryiinae \| \| . \| Anthelinae \| \| \| Anthelinae \| |
| .          | Munychryiinae                                                                             |
|            | Munychryiinae                                                                             |
| .          | Anthelinae                                                                                |
|            | Anthelinae                                                                                |

| . | Munychryiinae |
|   | Munychryiinae |
| . | Anthelinae    |
|   | Anthelinae    |

| . | \| . \| Brahmaeidae (Brahmaea) \| \| \| Brahmaeidae (Brahmaea) \| \| . \| Sphingidae \| \| \| Sphingidae \| |
|   | \| . \| Brahmaeidae (Brahmaea) \| \| \| Brahmaeidae (Brahmaea) \| \| . \| Sphingidae \| \| \| Sphingidae \| |
| . | Saturniidae                                                                                                 |
|   | Saturniidae                                                                                                 |
| . | Brahmaeidae (Brahmaea)                                                                                      |
|   | Brahmaeidae (Brahmaea)                                                                                      |
| . | Sphingidae                                                                                                  |
|   | Sphingidae                                                                                                  |

| . | Brahmaeidae (Brahmaea) |
|   | Brahmaeidae (Brahmaea) |
| . | Sphingidae             |
|   | Sphingidae             |

| . | \| . \| Apatelodidae \| \| \| Apatelodidae \| \| . \| Eupterotidae \| \| \| Eupterotidae \| |
|   | \| . \| Apatelodidae \| \| \| Apatelodidae \| \| . \| Eupterotidae \| \| \| Eupterotidae \| |
| . | Brahmaeidae (Dactyloceras, Lemonia e Sabalia)                                               |
|   | Brahmaeidae (Dactyloceras, Lemonia e Sabalia)                                               |
| . | Apatelodidae                                                                                |
|   | Apatelodidae                                                                                |
| . | Eupterotidae                                                                                |
|   | Eupterotidae                                                                                |

| . | Apatelodidae |
|   | Apatelodidae |
| . | Eupterotidae |
|   | Eupterotidae |

| .          | Phiditiidae                                                                               |
|            | Phiditiidae                                                                               |
| Anthelidae | \| . \| Munychryiinae \| \| \| Munychryiinae \| \| . \| Anthelinae \| \| \| Anthelinae \| |
|            | \| . \| Munychryiinae \| \| \| Munychryiinae \| \| . \| Anthelinae \| \| \| Anthelinae \| |
| .          | Munychryiinae                                                                             |
|            | Munychryiinae                                                                             |
| .          | Anthelinae                                                                                |
|            | Anthelinae                                                                                |

| . | Munychryiinae |
|   | Munychryiinae |
| . | Anthelinae    |
|   | Anthelinae    |

| .          | Phiditiidae                                                                               |
|            | Phiditiidae                                                                               |
| Anthelidae | \| . \| Munychryiinae \| \| \| Munychryiinae \| \| . \| Anthelinae \| \| \| Anthelinae \| |
|            | \| . \| Munychryiinae \| \| \| Munychryiinae \| \| . \| Anthelinae \| \| \| Anthelinae \| |
| .          | Munychryiinae                                                                             |
|            | Munychryiinae                                                                             |
| .          | Anthelinae                                                                                |
|            | Anthelinae                                                                                |

| . | Munychryiinae |
|   | Munychryiinae |
| . | Anthelinae    |
|   | Anthelinae    |

| .          | Phiditiidae                                                                               |
|            | Phiditiidae                                                                               |
| Anthelidae | \| . \| Munychryiinae \| \| \| Munychryiinae \| \| . \| Anthelinae \| \| \| Anthelinae \| |
|            | \| . \| Munychryiinae \| \| \| Munychryiinae \| \| . \| Anthelinae \| \| \| Anthelinae \| |
| .          | Munychryiinae                                                                             |
|            | Munychryiinae                                                                             |
| .          | Anthelinae                                                                                |
|            | Anthelinae                                                                                |

| . | Munychryiinae |
|   | Munychryiinae |
| . | Anthelinae    |
|   | Anthelinae    |

| .          | Phiditiidae                                                                               |
|            | Phiditiidae                                                                               |
| Anthelidae | \| . \| Munychryiinae \| \| \| Munychryiinae \| \| . \| Anthelinae \| \| \| Anthelinae \| |
|            | \| . \| Munychryiinae \| \| \| Munychryiinae \| \| . \| Anthelinae \| \| \| Anthelinae \| |
| .          | Munychryiinae                                                                             |
|            | Munychryiinae                                                                             |
| .          | Anthelinae                                                                                |
|            | Anthelinae                                                                                |

| . | Munychryiinae |
|   | Munychryiinae |
| . | Anthelinae    |
|   | Anthelinae    |

| .          | Phiditiidae                                                                               |
|            | Phiditiidae                                                                               |
| Anthelidae | \| . \| Munychryiinae \| \| \| Munychryiinae \| \| . \| Anthelinae \| \| \| Anthelinae \| |
|            | \| . \| Munychryiinae \| \| \| Munychryiinae \| \| . \| Anthelinae \| \| \| Anthelinae \| |
| .          | Munychryiinae                                                                             |
|            | Munychryiinae                                                                             |
| .          | Anthelinae                                                                                |
|            | Anthelinae                                                                                |

| . | Munychryiinae |
|   | Munychryiinae |
| . | Anthelinae    |
|   | Anthelinae    |

| .          | Phiditiidae                                                                               |
|            | Phiditiidae                                                                               |
| Anthelidae | \| . \| Munychryiinae \| \| \| Munychryiinae \| \| . \| Anthelinae \| \| \| Anthelinae \| |
|            | \| . \| Munychryiinae \| \| \| Munychryiinae \| \| . \| Anthelinae \| \| \| Anthelinae \| |
| .          | Munychryiinae                                                                             |
|            | Munychryiinae                                                                             |
| .          | Anthelinae                                                                                |
|            | Anthelinae                                                                                |

| . | Munychryiinae |
|   | Munychryiinae |
| . | Anthelinae    |
|   | Anthelinae    |

| .          | Phiditiidae                                                                               |
|            | Phiditiidae                                                                               |
| Anthelidae | \| . \| Munychryiinae \| \| \| Munychryiinae \| \| . \| Anthelinae \| \| \| Anthelinae \| |
|            | \| . \| Munychryiinae \| \| \| Munychryiinae \| \| . \| Anthelinae \| \| \| Anthelinae \| |
| .          | Munychryiinae                                                                             |
|            | Munychryiinae                                                                             |
| .          | Anthelinae                                                                                |
|            | Anthelinae                                                                                |

| . | Munychryiinae |
|   | Munychryiinae |
| . | Anthelinae    |
|   | Anthelinae    |

| .          | Phiditiidae                                                                               |
|            | Phiditiidae                                                                               |
| Anthelidae | \| . \| Munychryiinae \| \| \| Munychryiinae \| \| . \| Anthelinae \| \| \| Anthelinae \| |
|            | \| . \| Munychryiinae \| \| \| Munychryiinae \| \| . \| Anthelinae \| \| \| Anthelinae \| |
| .          | Munychryiinae                                                                             |
|            | Munychryiinae                                                                             |
| .          | Anthelinae                                                                                |
|            | Anthelinae                                                                                |

| . | Munychryiinae |
|   | Munychryiinae |
| . | Anthelinae    |
|   | Anthelinae    |

| . | \| . \| Brahmaeidae (Brahmaea) \| \| \| Brahmaeidae (Brahmaea) \| \| . \| Sphingidae \| \| \| Sphingidae \| |
|   | \| . \| Brahmaeidae (Brahmaea) \| \| \| Brahmaeidae (Brahmaea) \| \| . \| Sphingidae \| \| \| Sphingidae \| |
| . | Saturniidae                                                                                                 |
|   | Saturniidae                                                                                                 |
| . | Brahmaeidae (Brahmaea)                                                                                      |
|   | Brahmaeidae (Brahmaea)                                                                                      |
| . | Sphingidae                                                                                                  |
|   | Sphingidae                                                                                                  |

| . | Brahmaeidae (Brahmaea) |
|   | Brahmaeidae (Brahmaea) |
| . | Sphingidae             |
|   | Sphingidae             |

| .          | Phiditiidae                                                                               |
|            | Phiditiidae                                                                               |
| Anthelidae | \| . \| Munychryiinae \| \| \| Munychryiinae \| \| . \| Anthelinae \| \| \| Anthelinae \| |
|            | \| . \| Munychryiinae \| \| \| Munychryiinae \| \| . \| Anthelinae \| \| \| Anthelinae \| |
| .          | Munychryiinae                                                                             |
|            | Munychryiinae                                                                             |
| .          | Anthelinae                                                                                |
|            | Anthelinae                                                                                |

| . | Munychryiinae |
|   | Munychryiinae |
| . | Anthelinae    |
|   | Anthelinae    |

| .          | Phiditiidae                                                                               |
|            | Phiditiidae                                                                               |
| Anthelidae | \| . \| Munychryiinae \| \| \| Munychryiinae \| \| . \| Anthelinae \| \| \| Anthelinae \| |
|            | \| . \| Munychryiinae \| \| \| Munychryiinae \| \| . \| Anthelinae \| \| \| Anthelinae \| |
| .          | Munychryiinae                                                                             |
|            | Munychryiinae                                                                             |
| .          | Anthelinae                                                                                |
|            | Anthelinae                                                                                |

| . | Munychryiinae |
|   | Munychryiinae |
| . | Anthelinae    |
|   | Anthelinae    |

| .          | Phiditiidae                                                                               |
|            | Phiditiidae                                                                               |
| Anthelidae | \| . \| Munychryiinae \| \| \| Munychryiinae \| \| . \| Anthelinae \| \| \| Anthelinae \| |
|            | \| . \| Munychryiinae \| \| \| Munychryiinae \| \| . \| Anthelinae \| \| \| Anthelinae \| |
| .          | Munychryiinae                                                                             |
|            | Munychryiinae                                                                             |
| .          | Anthelinae                                                                                |
|            | Anthelinae                                                                                |

| . | Munychryiinae |
|   | Munychryiinae |
| . | Anthelinae    |
|   | Anthelinae    |

| .          | Phiditiidae                                                                               |
|            | Phiditiidae                                                                               |
| Anthelidae | \| . \| Munychryiinae \| \| \| Munychryiinae \| \| . \| Anthelinae \| \| \| Anthelinae \| |
|            | \| . \| Munychryiinae \| \| \| Munychryiinae \| \| . \| Anthelinae \| \| \| Anthelinae \| |
| .          | Munychryiinae                                                                             |
|            | Munychryiinae                                                                             |
| .          | Anthelinae                                                                                |
|            | Anthelinae                                                                                |

| . | Munychryiinae |
|   | Munychryiinae |
| . | Anthelinae    |
|   | Anthelinae    |

| .          | Phiditiidae                                                                               |
|            | Phiditiidae                                                                               |
| Anthelidae | \| . \| Munychryiinae \| \| \| Munychryiinae \| \| . \| Anthelinae \| \| \| Anthelinae \| |
|            | \| . \| Munychryiinae \| \| \| Munychryiinae \| \| . \| Anthelinae \| \| \| Anthelinae \| |
| .          | Munychryiinae                                                                             |
|            | Munychryiinae                                                                             |
| .          | Anthelinae                                                                                |
|            | Anthelinae                                                                                |

| . | Munychryiinae |
|   | Munychryiinae |
| . | Anthelinae    |
|   | Anthelinae    |

| .          | Phiditiidae                                                                               |
|            | Phiditiidae                                                                               |
| Anthelidae | \| . \| Munychryiinae \| \| \| Munychryiinae \| \| . \| Anthelinae \| \| \| Anthelinae \| |
|            | \| . \| Munychryiinae \| \| \| Munychryiinae \| \| . \| Anthelinae \| \| \| Anthelinae \| |
| .          | Munychryiinae                                                                             |
|            | Munychryiinae                                                                             |
| .          | Anthelinae                                                                                |
|            | Anthelinae                                                                                |

| . | Munychryiinae |
|   | Munychryiinae |
| . | Anthelinae    |
|   | Anthelinae    |

| .          | Phiditiidae                                                                               |
|            | Phiditiidae                                                                               |
| Anthelidae | \| . \| Munychryiinae \| \| \| Munychryiinae \| \| . \| Anthelinae \| \| \| Anthelinae \| |
|            | \| . \| Munychryiinae \| \| \| Munychryiinae \| \| . \| Anthelinae \| \| \| Anthelinae \| |
| .          | Munychryiinae                                                                             |
|            | Munychryiinae                                                                             |
| .          | Anthelinae                                                                                |
|            | Anthelinae                                                                                |

| . | Munychryiinae |
|   | Munychryiinae |
| . | Anthelinae    |
|   | Anthelinae    |

| .          | Phiditiidae                                                                               |
|            | Phiditiidae                                                                               |
| Anthelidae | \| . \| Munychryiinae \| \| \| Munychryiinae \| \| . \| Anthelinae \| \| \| Anthelinae \| |
|            | \| . \| Munychryiinae \| \| \| Munychryiinae \| \| . \| Anthelinae \| \| \| Anthelinae \| |
| .          | Munychryiinae                                                                             |
|            | Munychryiinae                                                                             |
| .          | Anthelinae                                                                                |
|            | Anthelinae                                                                                |

| . | Munychryiinae |
|   | Munychryiinae |
| . | Anthelinae    |
|   | Anthelinae    |

| . | \| . \| Brahmaeidae (Brahmaea) \| \| \| Brahmaeidae (Brahmaea) \| \| . \| Sphingidae \| \| \| Sphingidae \| |
|   | \| . \| Brahmaeidae (Brahmaea) \| \| \| Brahmaeidae (Brahmaea) \| \| . \| Sphingidae \| \| \| Sphingidae \| |
| . | Saturniidae                                                                                                 |
|   | Saturniidae                                                                                                 |
| . | Brahmaeidae (Brahmaea)                                                                                      |
|   | Brahmaeidae (Brahmaea)                                                                                      |
| . | Sphingidae                                                                                                  |
|   | Sphingidae                                                                                                  |

| . | Brahmaeidae (Brahmaea) |
|   | Brahmaeidae (Brahmaea) |
| . | Sphingidae             |
|   | Sphingidae             |

Anche lo studio pubblicato precedentemente da Zwick et al. (2008) ha confermato la sostanziale monofilia delle due sottofamiglie di Anthelidae, benché il genere tipo Anthela appaia al contrario polifiletico.

## Alcune specie

### Adulti

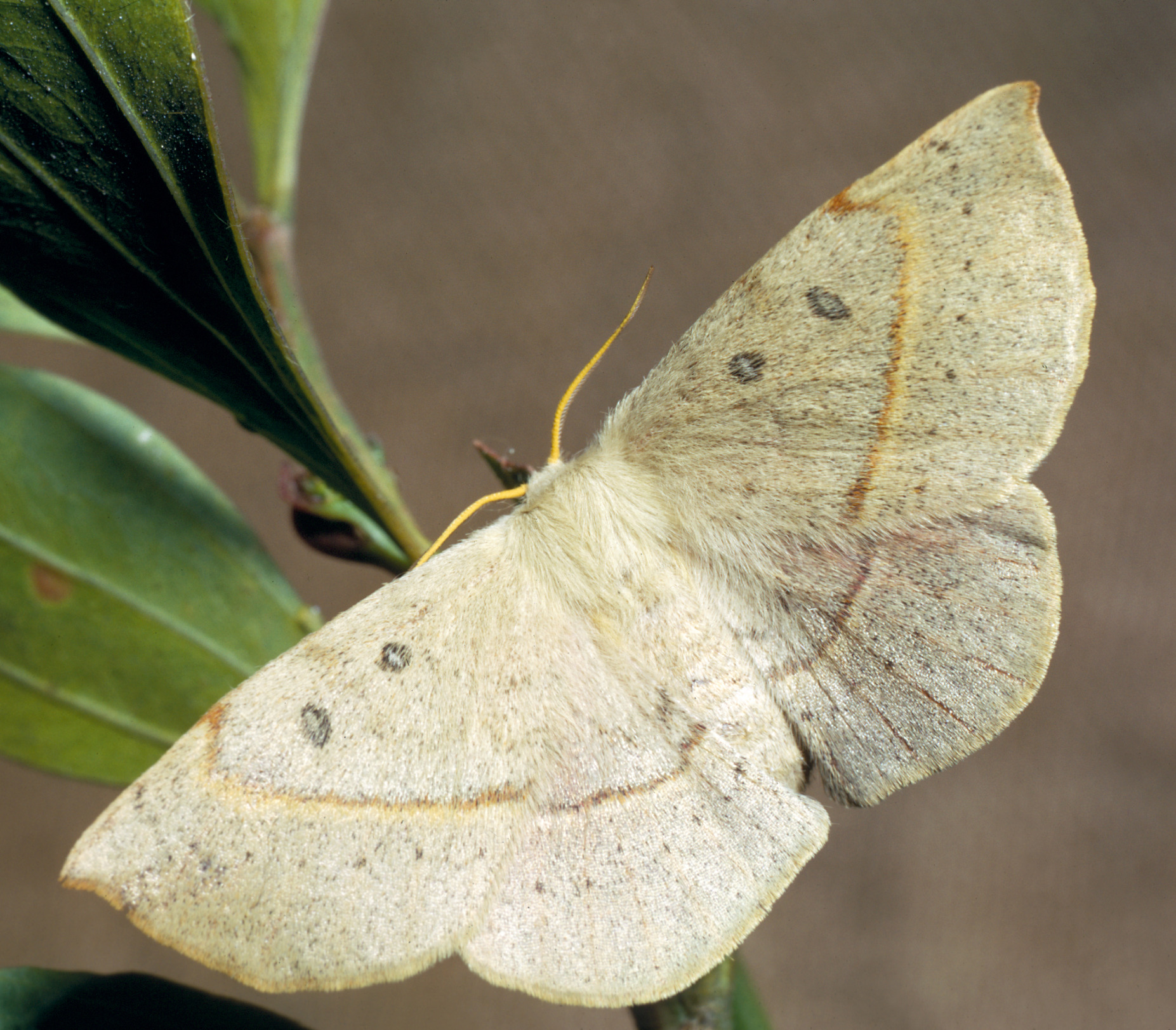
Anthela acuta
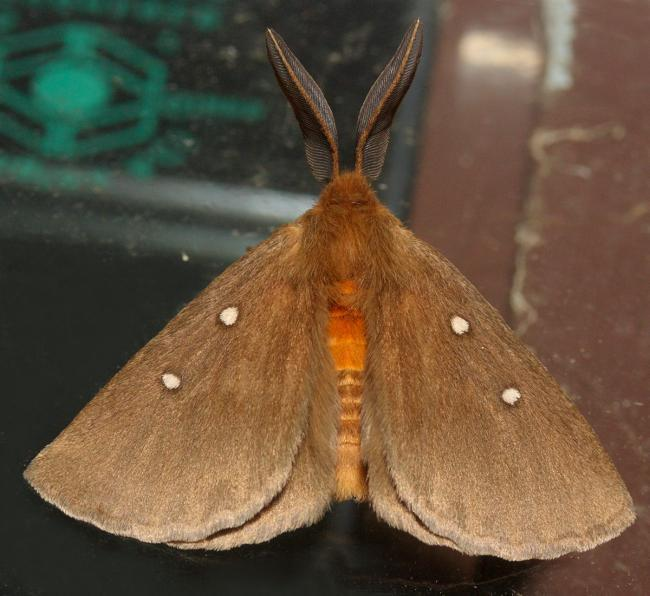
Anthela callispila
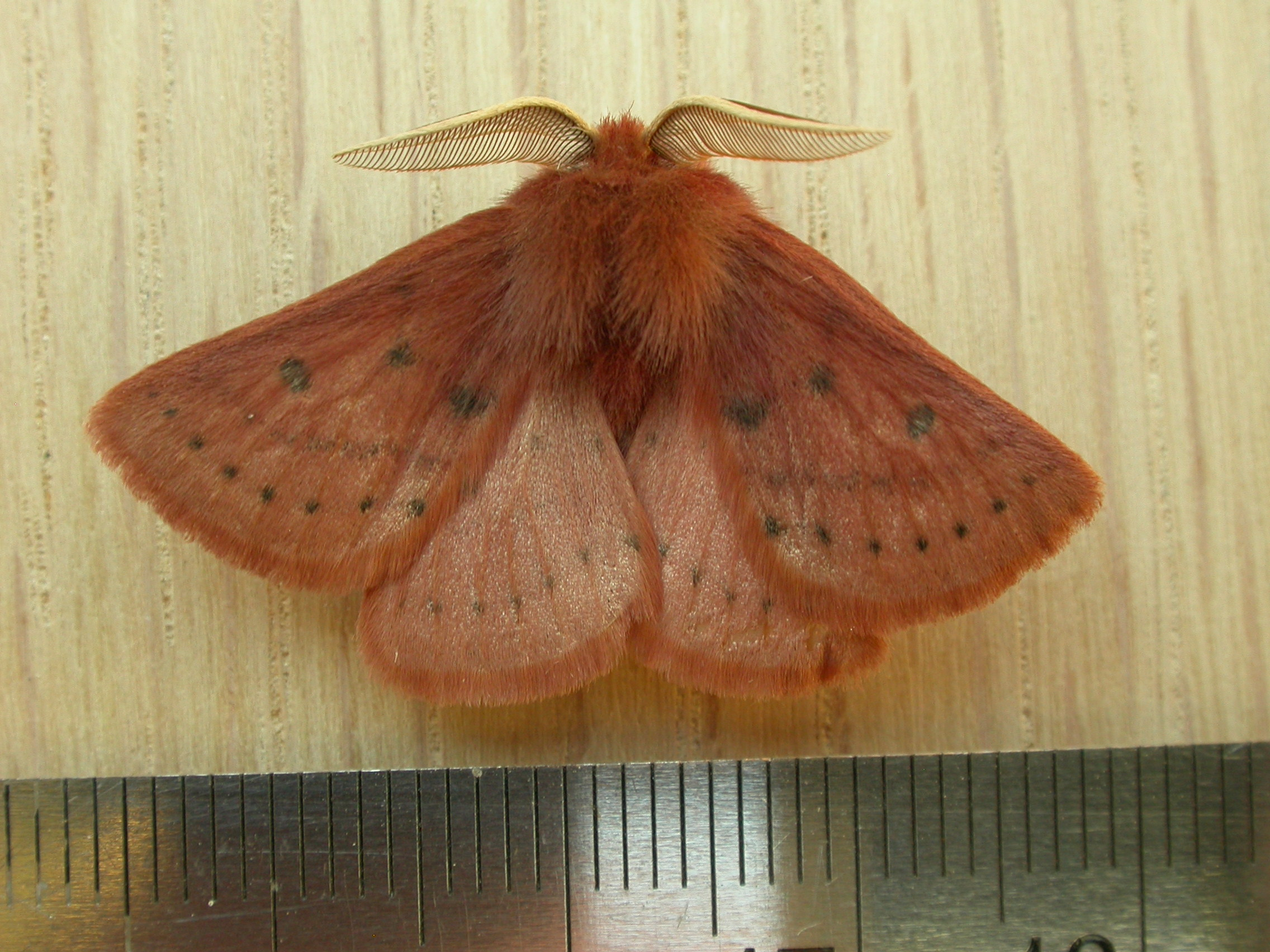
Anthela ferruginosa
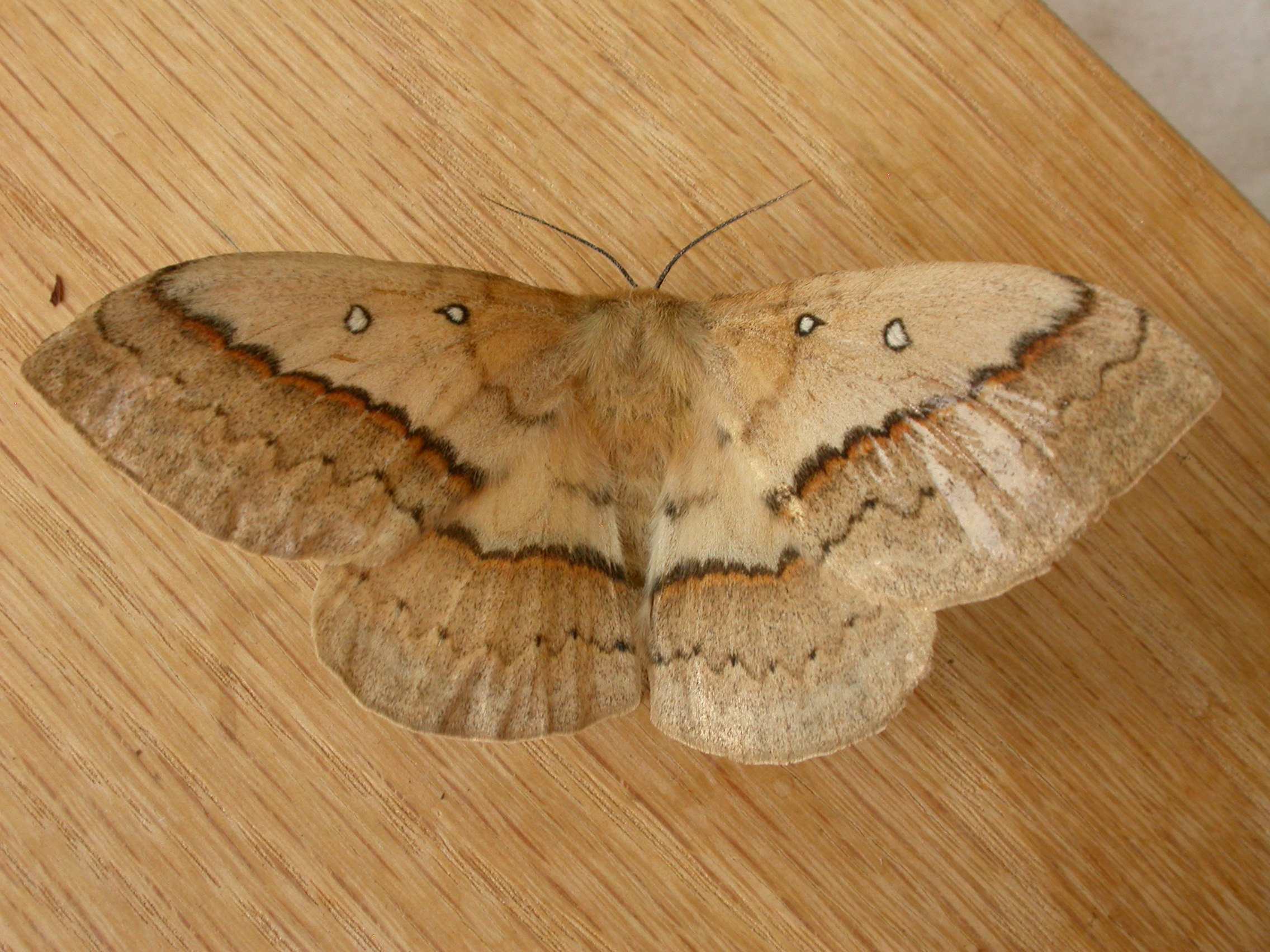
Anthela nicothoe
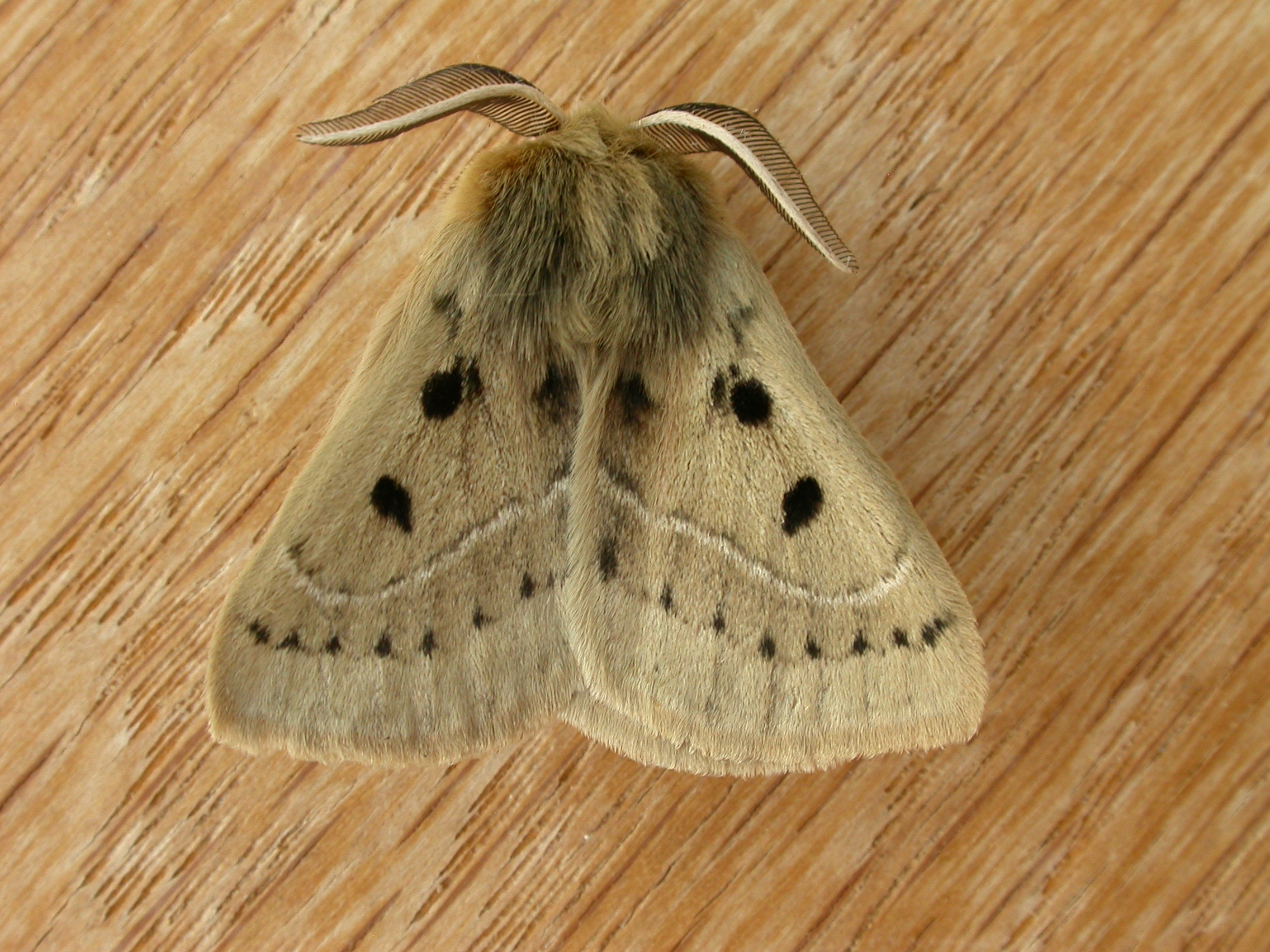
Anthela ocellata
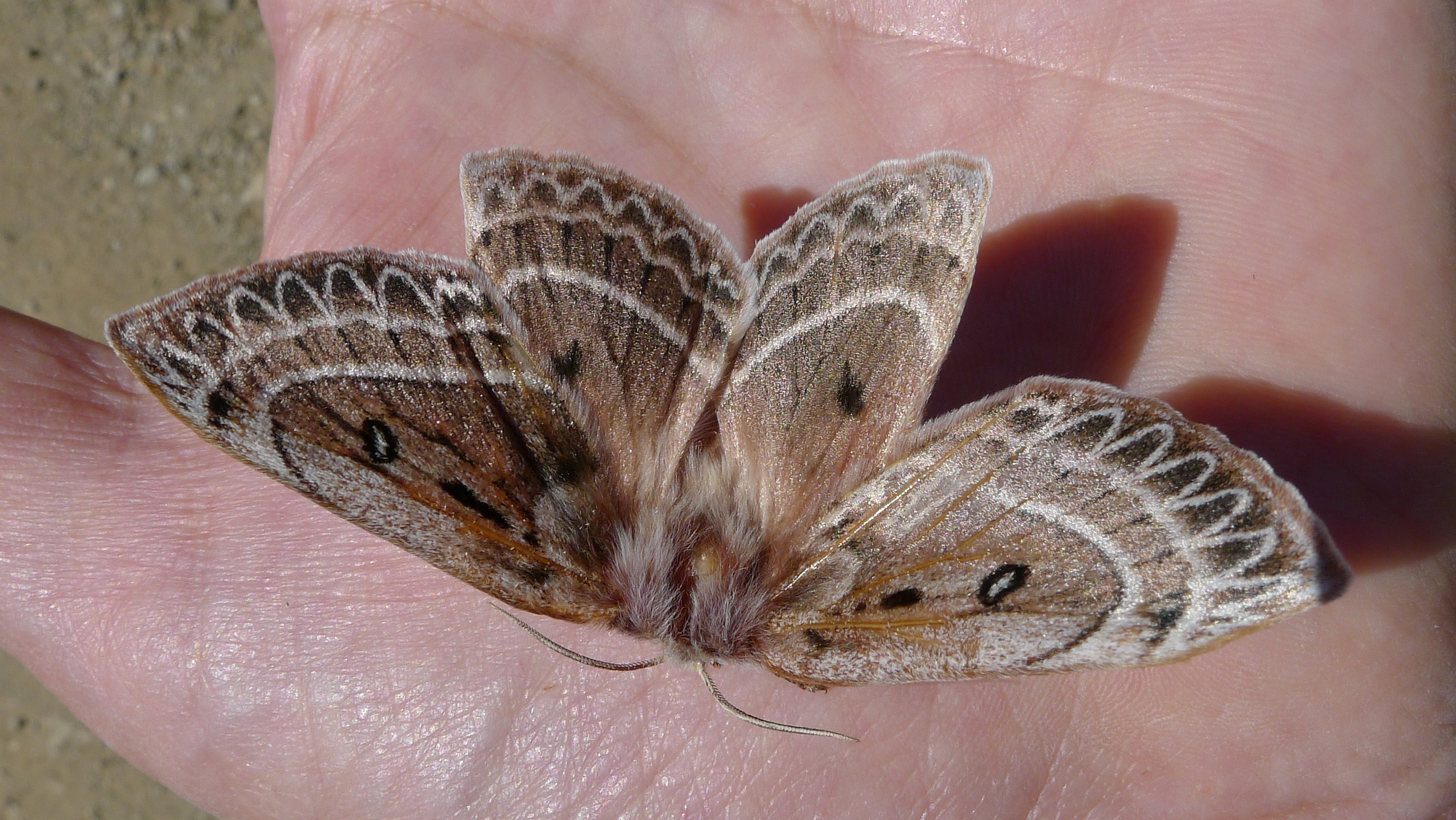
Anthela oressarcha
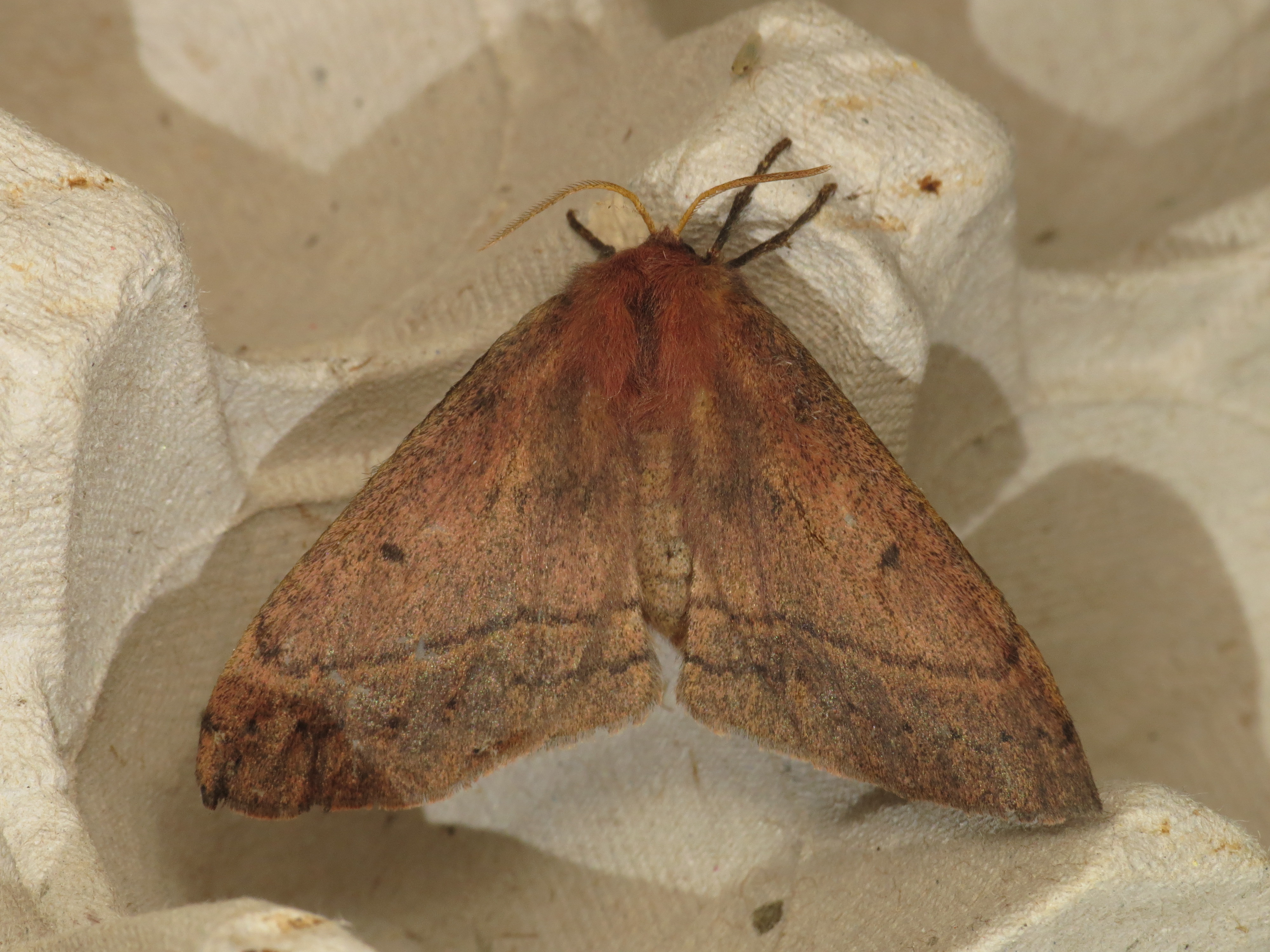
Anthela repleta
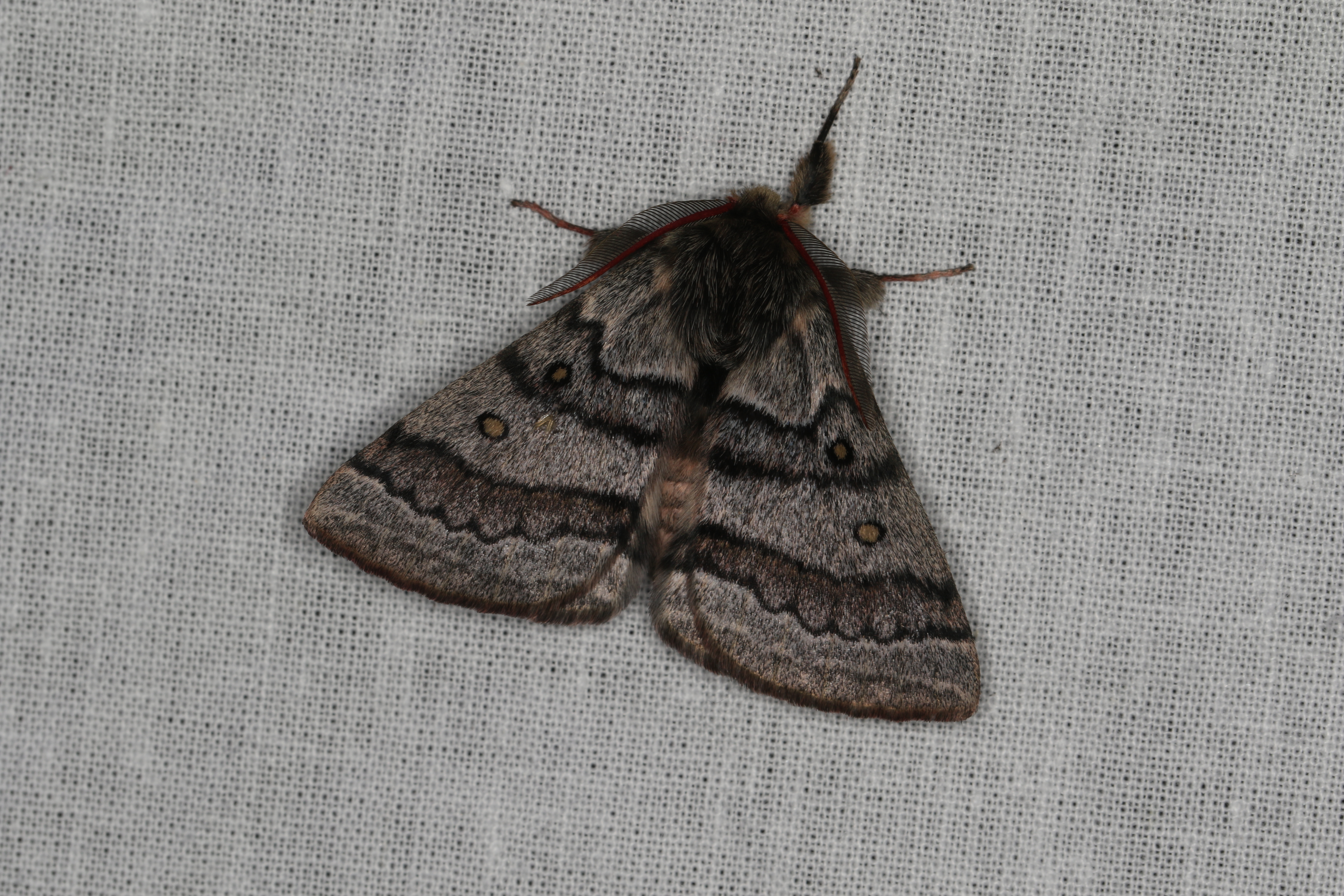
Anthela tetraphrica
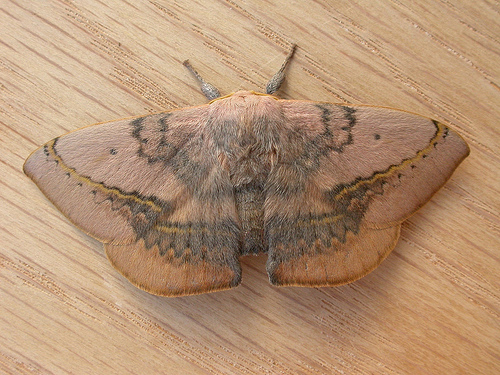
Anthela varia
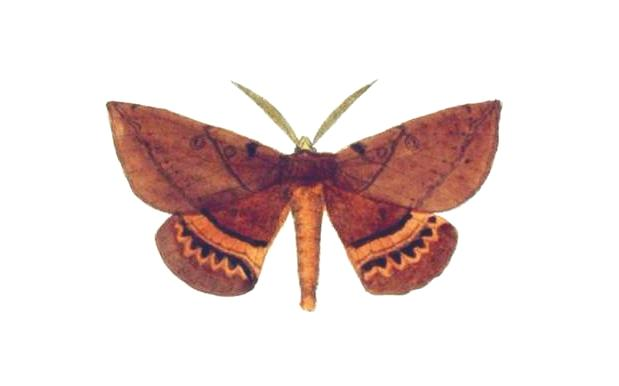
Chelepteryx chalepteryx
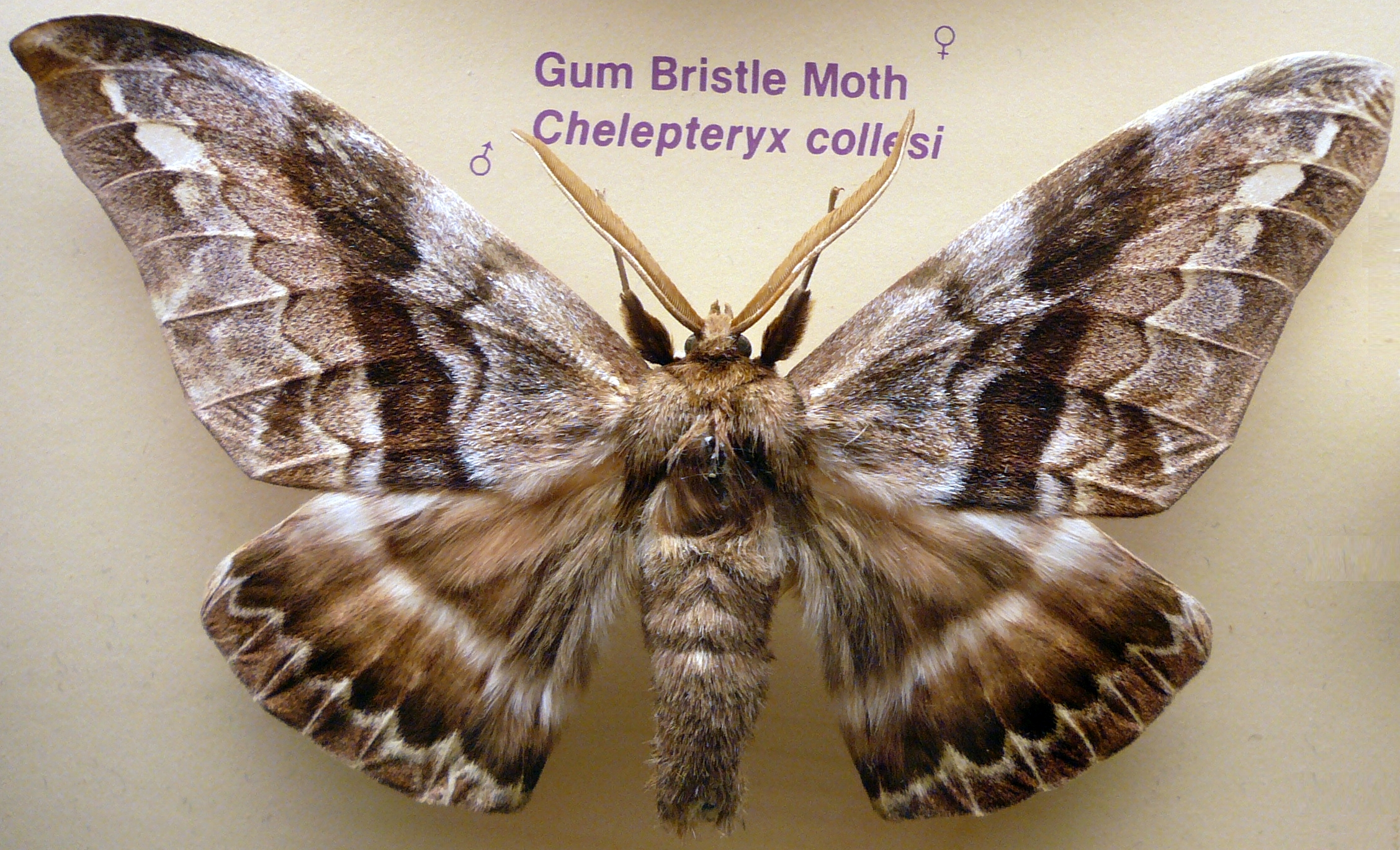
Chelepteryx collesi
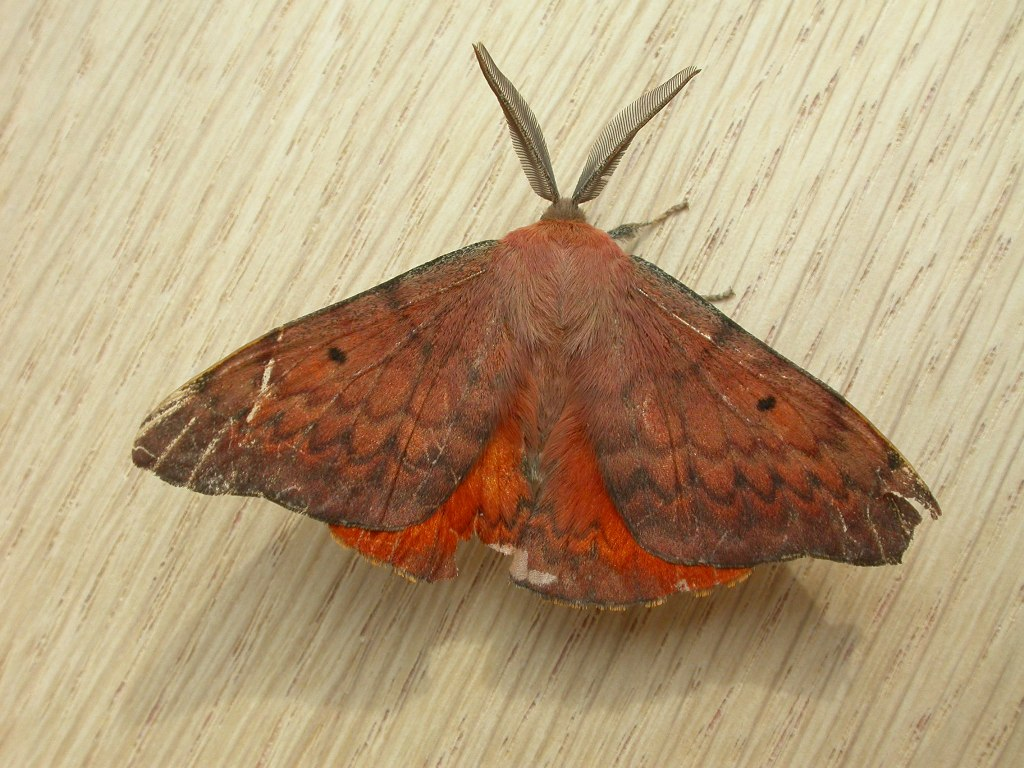
Chenuala heliaspis
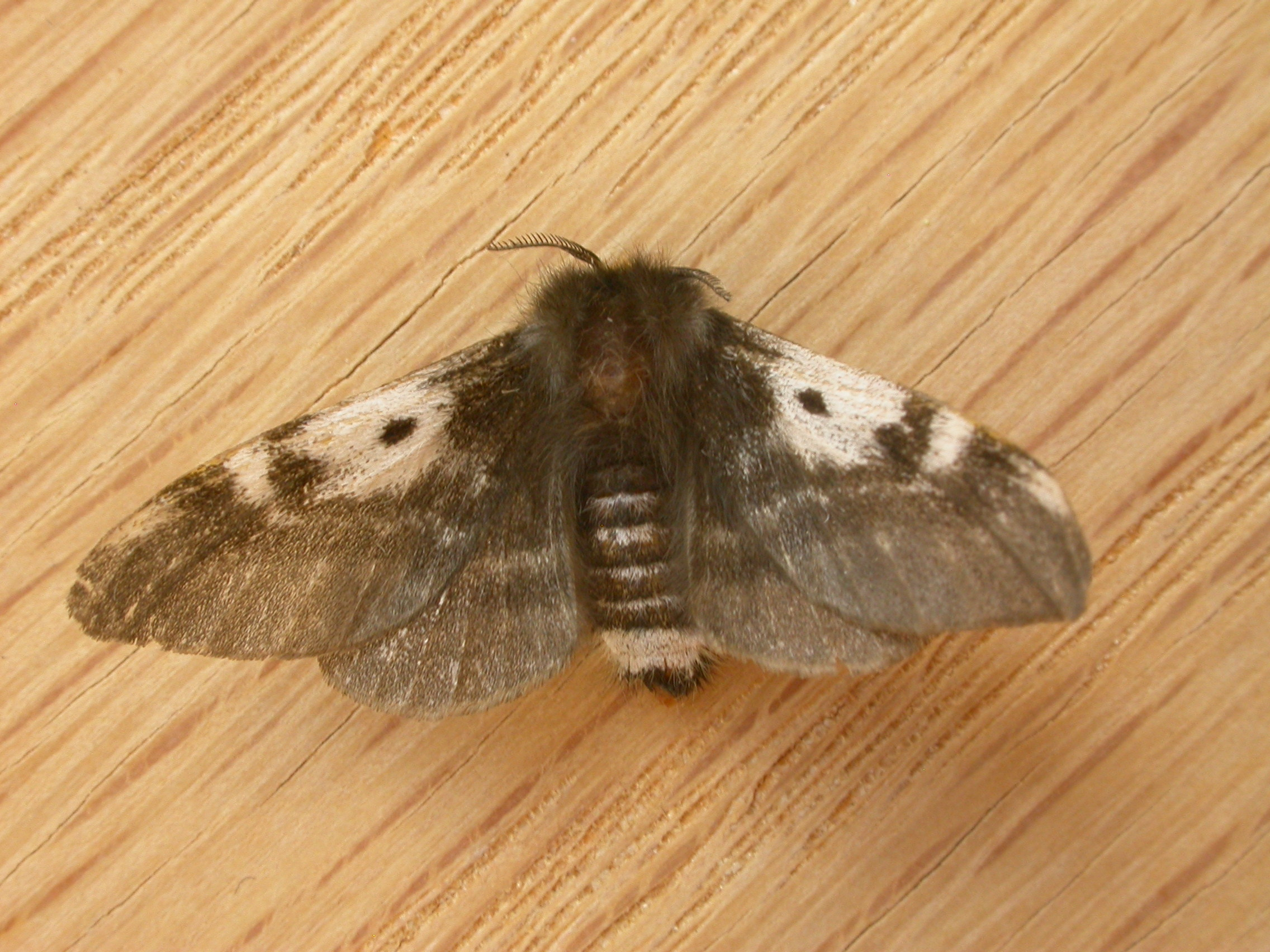
Nataxa flavescens
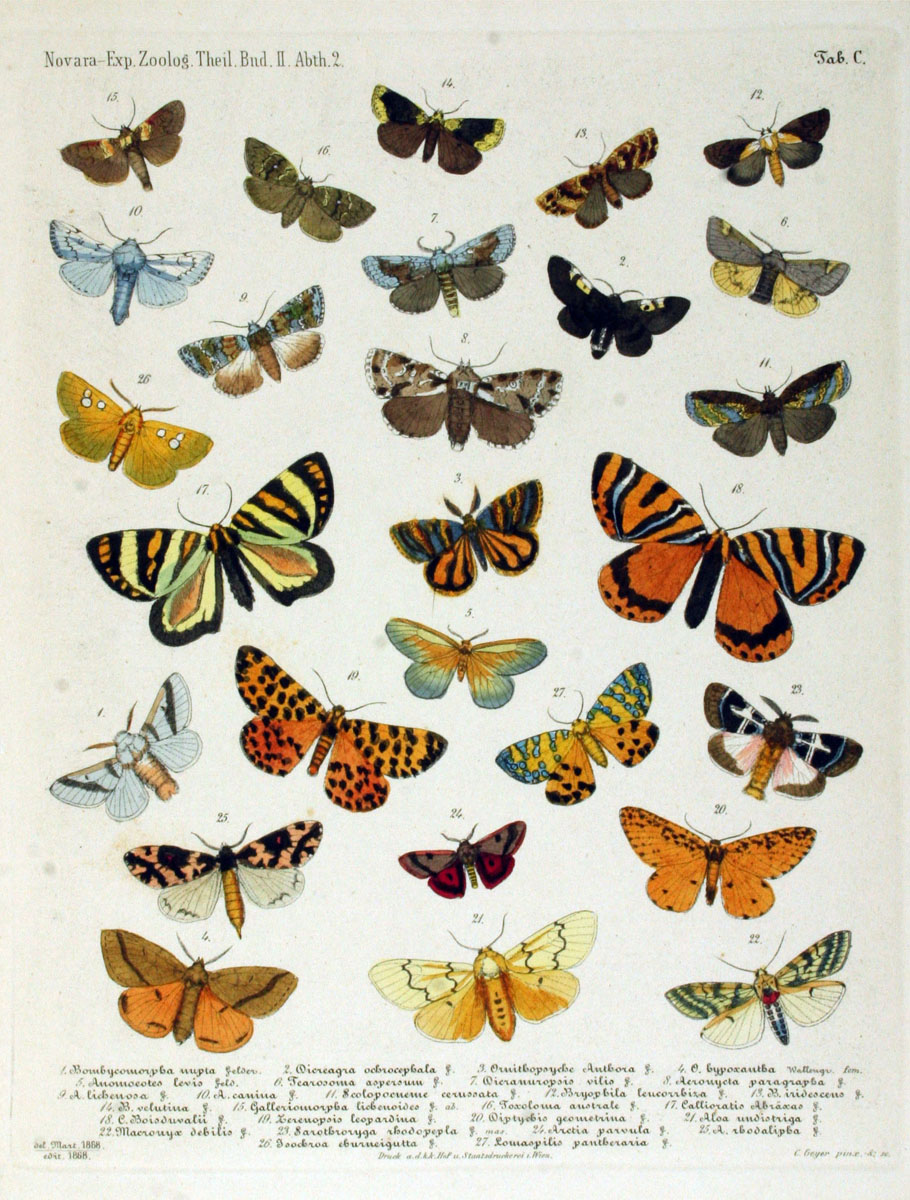
Nataxa ochrocephala (fig. 2)
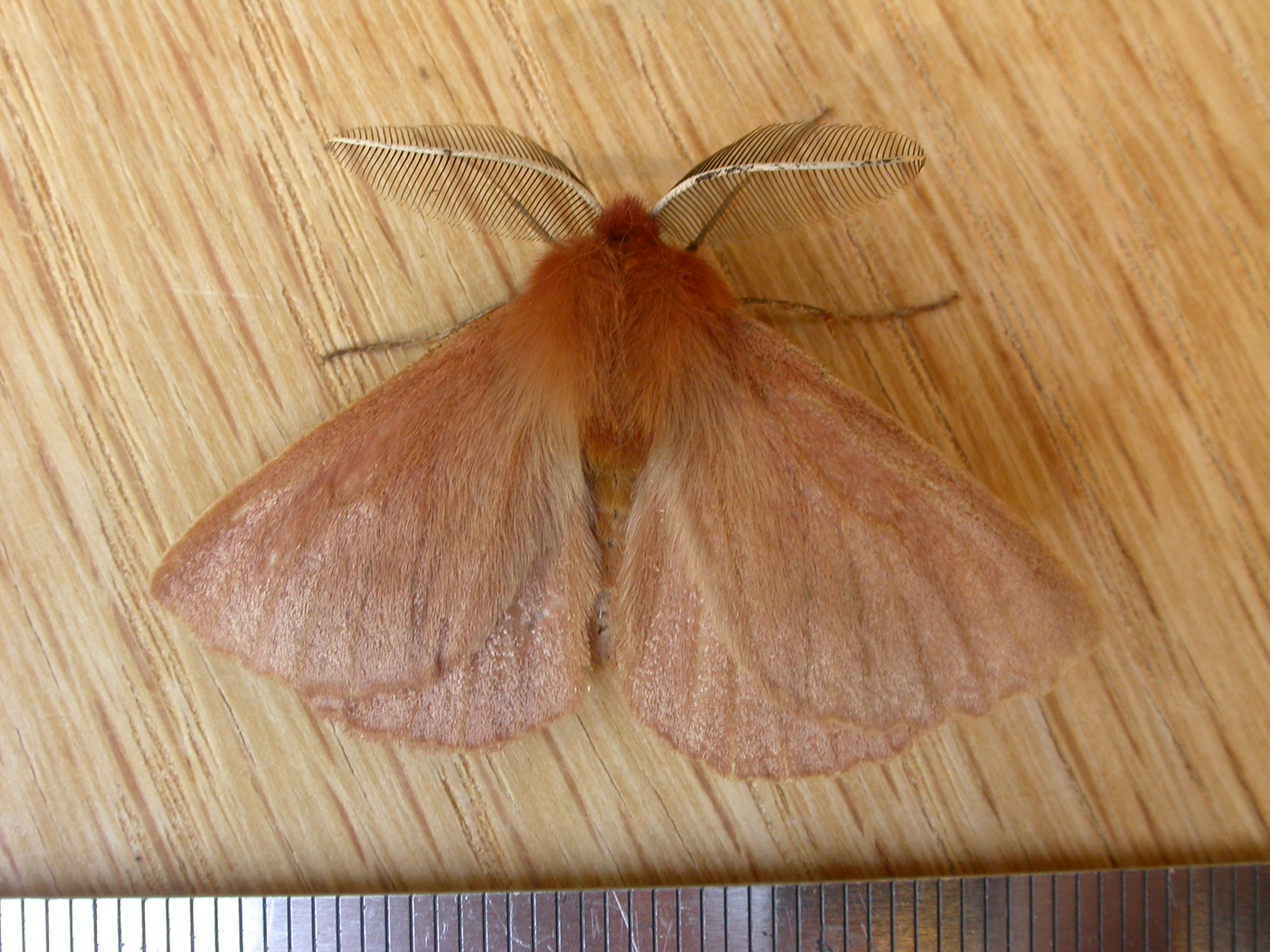
Pterolocera leucocera

### Larve

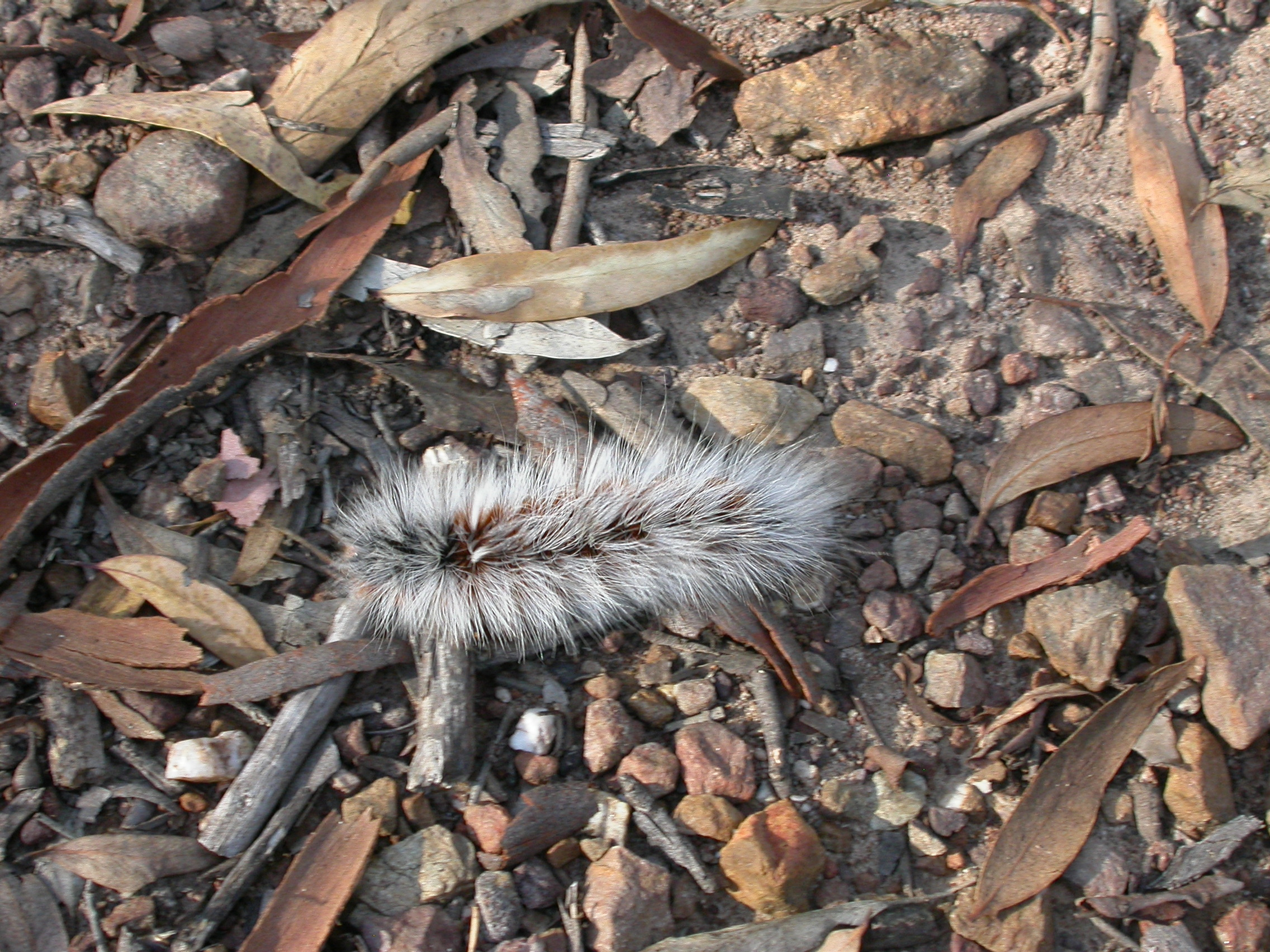
Anthela varia
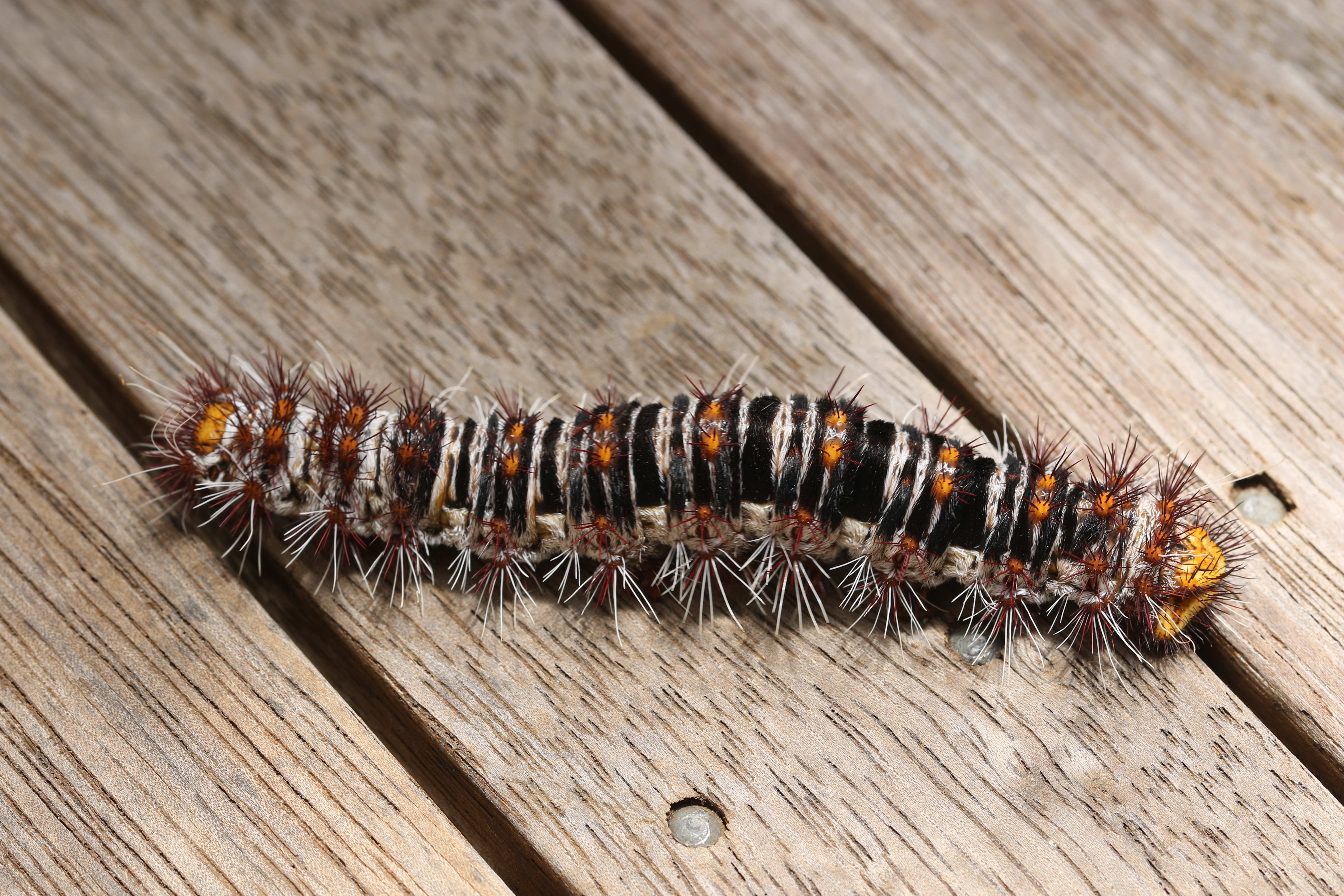
Chelepteryx collesi
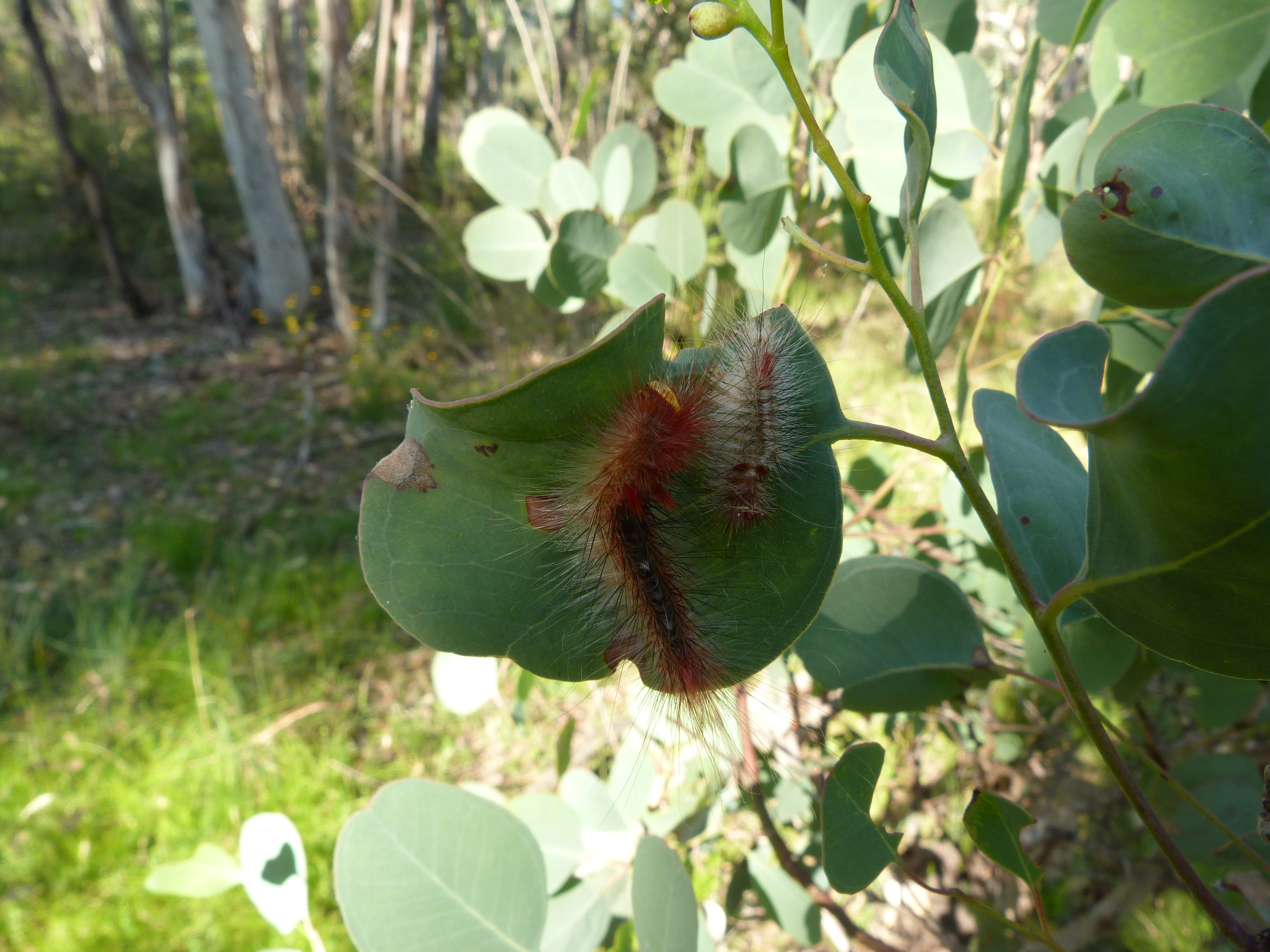
Chenuala heliaspis

### Pupe

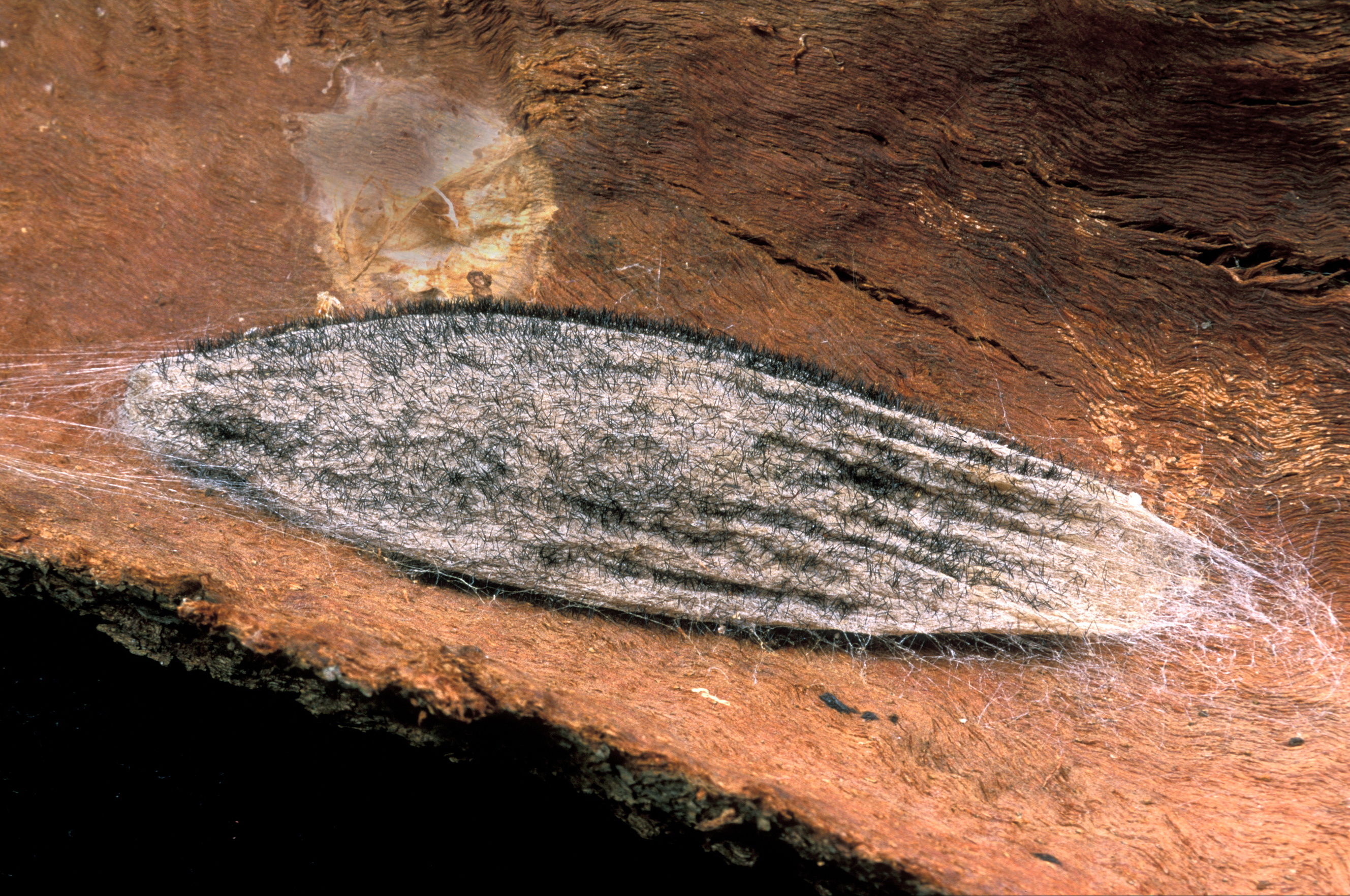
Bozzolo di Chelepteryx collesi
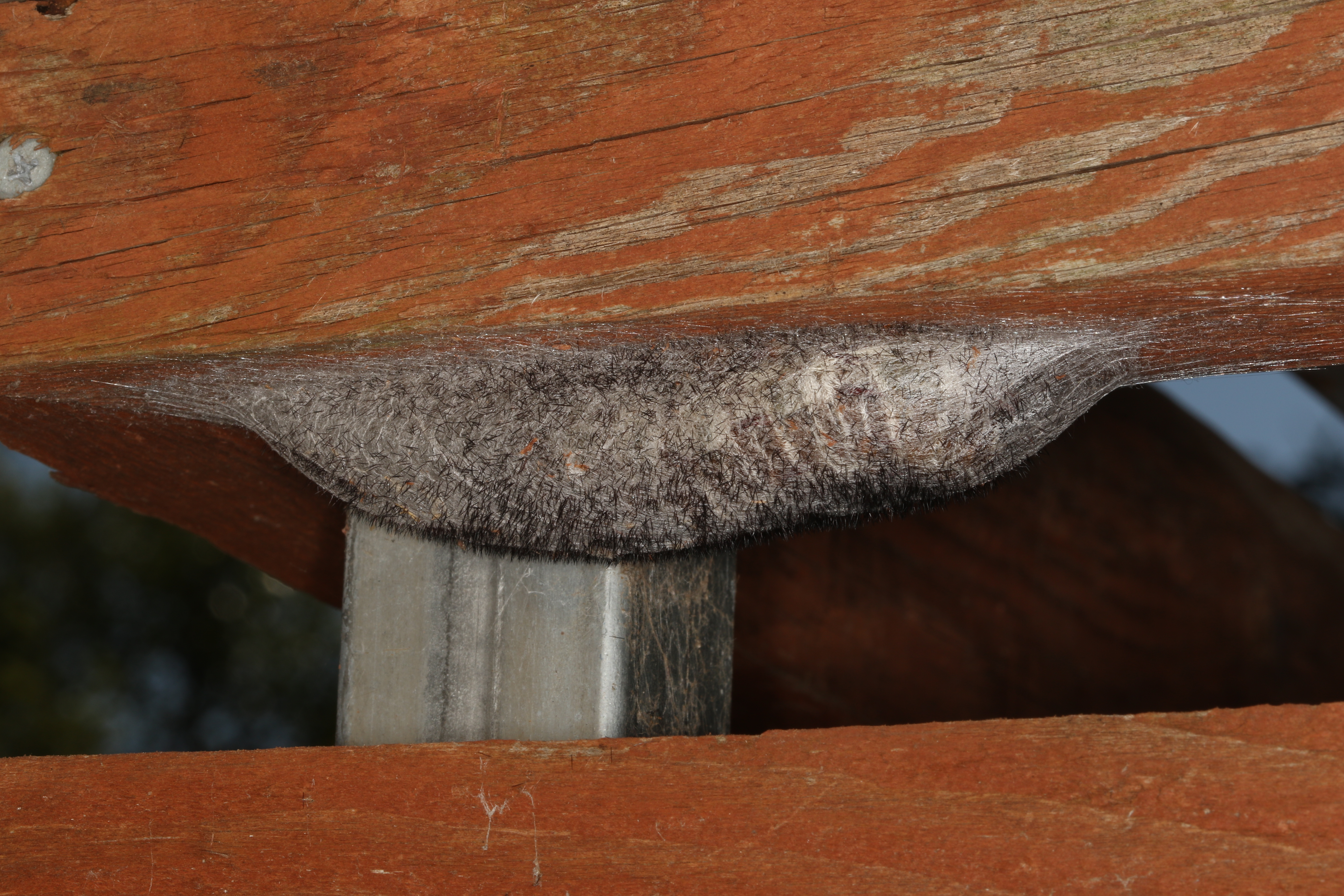
Bozzolo di Chelepteryx collesi

## Conservazione
Nessuna specie appartenente a questa sottofamiglia è stata inserita nella Lista rossa IUCN.

### Testi
- (FR) Bourgogne, J., Ordre des Lépidoptères, in Grassé, P.-P. Traité de Zoologie, fascicolo 10, Parigi, Masson, 1951,  pp. 174-448 + pls. 1-3, ISBN non esistente, LCCN 49002833, OCLC 11807259.
- (DE) Bryk, F., Lymantriidae, collana Lepidopterorum Catalogus, Strand, E., vol. 62, Berlino, Junk, 1934,  p. 441, ISBN non esistente, LCCN 12012878, OCLC 630860100.
- (EN) Capinera, J. L. (Ed.), Encyclopedia of Entomology, 4 voll., 2nd Ed., Dordrecht, Springer Science+Business Media B.V., 2008,  pp. lxiii + 4346, ISBN 978-1-4020-6242-1, LCCN 2008930112, OCLC 837039413.
- (EN) Common, I. F. B., Australian Moths, Slater, E. (Photos), Brisbane, Jacaranda Press, 1963,  pp. 128; 331 figg., ISBN non esistente, LCCN 73028592, OCLC 7401642.
- (EN) Common, I. F. B., Lepidoptera (Moths and butterflies), in CSIRO (ed.). The insects of Australia: a textbook for students and research workers, sponsored by the Division of Entomology, Commonwealth Scientific and Industrial Research Organization, Canberra, I edition, Melbourne, Melbourne University Press, 1970,  pp. xiii, 1029, ISBN 9780522838374, LCCN 70461097, OCLC 907783264.
- (EN) Common, I. F. B., Moths of Australia, Slater, E. (fotografie), Carlton, Victoria, Melbourne University Press, 1990,  pp. vi, 535, 32 con tavv. a colori, ISBN 9780522843262, LCCN 89048654, OCLC 220444217.
- (DE) Döring, E., Zur Morphologie der Schmetterlingseier, Berlino, Akademie-Verlag, 1955,  pp. 154+61 pls, ISBN non esistente, OCLC 878434434.
- (EN) Eaton, J. L., Lepidopteran Anatomy, New York; Chichester; Brisbane, J. Wiley & Sons, cop., marzo 1988,  pp. xiii; 257, ISBN 9780471058625, LCCN 87025226, OCLC 468136425.
- (DE) Felder, C., Reise der österreichischen Fregatte Novara um die Erde in den Jahren 1857, 1858, 1859, unter den Befehlen des Commodore Bernhard von Wüllerstorf-Urbair (PDF), parte 9, vol. 2(2), Vienna, Aus der Kaiserlich-Königlichen Hof- und Staatsdruckerei, in Commission bei Karl Gerold's Sohn, 1861,  pp. 1-39; tavv. 1-140, DOI:10.5962/bhl.title.1597, ISBN non esistente, OCLC 174025314.
- (EN) Fletcher, D. S. and Nye, I. W. B., The Generic names of moths of the world (PDF), Vol. 4, Bombycoidea, Castnioidea, Cossoidea, Mimallonoidea, Sesioidea, Sphingoidea, Zygaenoidea, Londra, Trustees of the British Museum (Natural History), 1982,  p. 192, DOI:10.5962/bhl.title.119597, ISBN 9780565008482, OCLC 55566822.
- (EN) Grimaldi, D. A.; Engel, M. S., Evolution of the insects, Cambridge [U.K.]; New York, Cambridge University Press, maggio 2005,  pp. xv + 755, ISBN 978-0-521-82149-0, LCCN 2004054605, OCLC 56057971.
- (DE) Handlirsch, A., Lepidoptera (Schmetterlinge), in Schröder, C. (ed.). Handbuch der Entomologie, Vol. 3, Jena, Verlag von Gustav Fischer, 1925,  pp. 852-941, ISBN non esistente, OCLC 872344571.
- (FR) Hulstaert, G., Lepidoptera Heterocera. Fam. Anthelidae, in Wytsman, P. (ed.). - Genera Insectorum, Vol. 191, Bruxelles, Verteneuil & Desmet, 1928,  pp. 1-13 +1 tav., ISBN non esistente, LCCN sn87028360, OCLC 313241437.
- (EN) Kristensen, N. P. (Ed.), Handbuch der Zoologie / Handbook of Zoology, Band 4: Arthropoda - 2. Hälfte: Insecta - Lepidoptera, moths and butterflies, Kükenthal, W. (Ed.), Fischer, M. (Scientific Ed.), Teilband/Part 35: Volume 1: Evolution, systematics, and biogeography, ristampa 2013, Berlino, New York, Walter de Gruyter, 1999  [1998],  pp. x, 491, ISBN 978-3-11-015704-8, OCLC 174380917.
- (FR) Portier, P., La biologie des Lépidoptères, collana Encyclopédie entomologique série A: travaux généraux, Vol. 23, Parigi, Lechevalier, 1949,  p. 644, ISBN non esistente, LCCN 50026595, OCLC 902254424.
- Schenkl, F.; Brunetti, F., Dizionario Greco-Italiano/Italiano-Greco, a cura di Meldi, D., collana La creatività dello spirito, Berrettoni G. (nota bibliografica), La Spezia, Casa del Libro - Fratelli Melita Editori, dicembre 1991  [1990],  p. 77, ISBN 978-88-403-6693-7, OCLC 797548053.
- (EN) Scoble, M. J., The Lepidoptera: Form, Function and Diversity, seconda edizione, London, Oxford University Press & Natural History Museum, 2011  [1992],  pp. xi, 404, ISBN 978-0-19-854952-9, LCCN 92004297, OCLC 25282932.
- (DE) Seitz, A., Die gross-schmetterlinge der erde: Eine systematische bearbeitung der bis jetzt bekannten gross-schmetterlinge. In verbindung mit namhaftesten ten fachmännern, Vol. 6, Stoccarda, 1940  [1929],  p. 713, ISBN non esistente, LCCN sv89027820, OCLC 833078625.
- (EN) Stehr, F. W. (Ed.), Immature Insects, 2 volumi, seconda edizione, Dubuque, Iowa, Kendall/Hunt Pub. Co., 1991  [1987],  pp. ix, 754, ISBN 978-0-8403-3702-3, LCCN 85081922, OCLC 13784377.
- (EN) Swinhoe, C., Catalogue of eastern and Australian Lepidoptera Heterocera in the collection of the Oxford University Museum (PDF), Part I. Sphinges and Bombyces, Oxford, Clarendon Press, 1892,  pp. 1-324, ISBN non esistente, OCLC 903998282.
- (EN) Tillyard, R. J., The Insects of Australia and New Zealand, with eight plates in colour by P. Tillyard, Sydney, Australia, Angus & Robertson, 1926,  pp. xv + 560 + 44 pls., ISBN non esistente, LCCN 27026613, OCLC 258356202.
- (EN, LA) Walker, F., List of the specimens of lepidopterous insects in the collection of the British Museum (PDF), parti 4-6, Londra, Order of the Trustees, 1855  [1854-66],  pp. 778-1507, DOI:10.5962/bhl.title.58221, ISBN non esistente, LCCN agr04000350, OCLC 257830843.
- (EN, LA) Walker, F., List of the specimens of lepidopterous insects in the collection of the British Museum (PDF), parti 31-32, Londra, Order of the Trustees, 1865  [1854-66],  pp. 2-706, DOI:10.5962/bhl.title.58221, ISBN non esistente, LCCN agr04000350, OCLC 257830843.
- (EN) Zborowski, P. & Edwards, T., A Guide to Australian Moths, Collingwood, Victoria, CSIRO, 2007,  pp. x; 214, ISBN 9780643091597, LCCN 2007408402, OCLC 266969305.